# Fauna della Russia

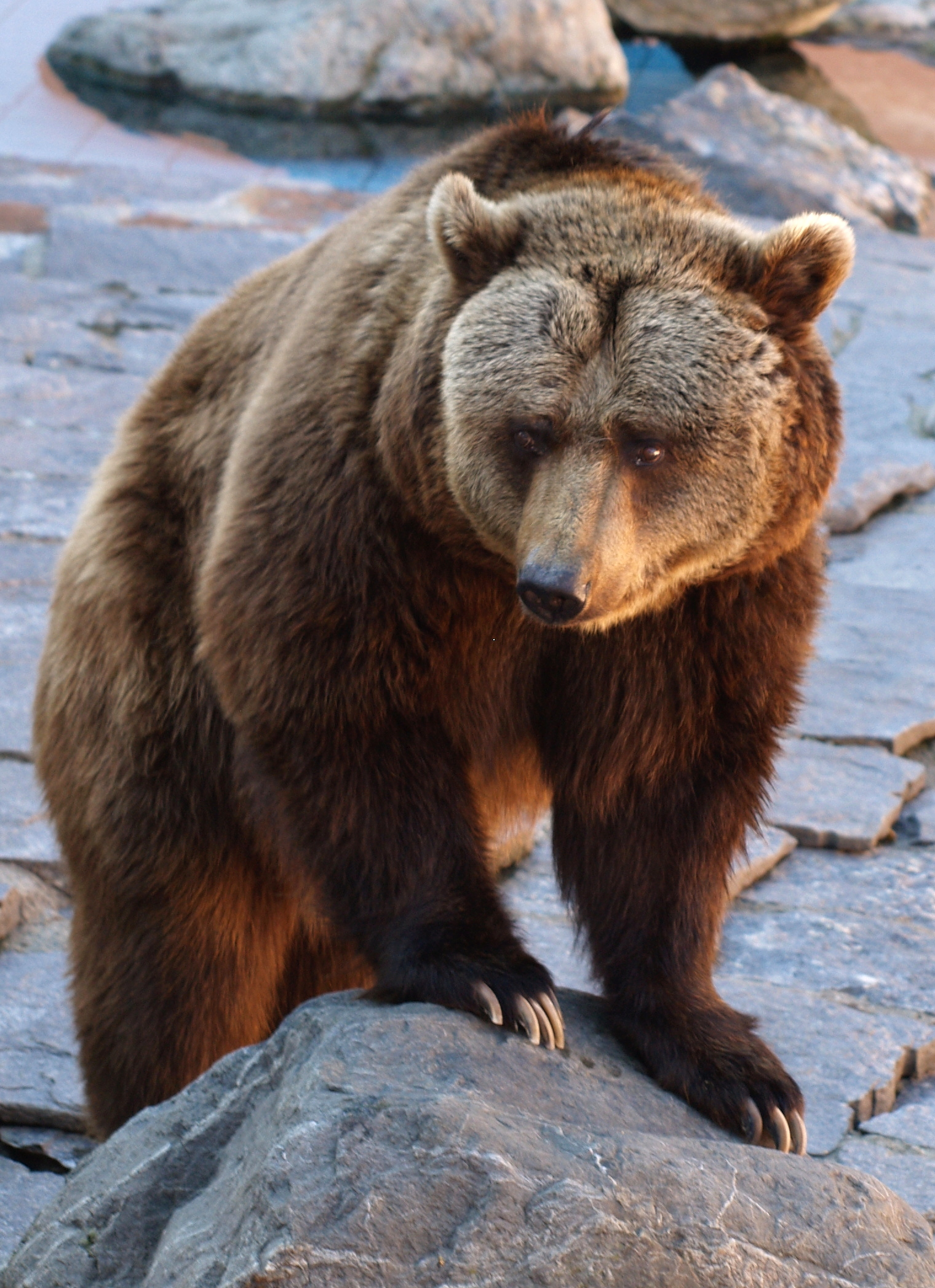
L'orso bruno è l'animale simbolo della Russia

La Russia è lo stato più vasto al mondo per estensione e occupa due continenti, l'Europa e l'Asia. La fauna di questo paese si inserisce nell'immensa varietà di habitat che la Russia possiede all'interno dei suoi confini: si passa da zone artiche a nord a deserti, come quello del Gobi al confine mongolo, passando per paludi, boschi, praterie, tundra, saiga, foreste di latifoglie e grandi catene montuose.
Ciò ha permesso la registrazione, tra le altre, di 266 specie di mammiferi e 804 specie di uccelli, di cui alcune endemiche e uniche del paese, come il leopardo dell'Amur. Vi sono inoltre moltissimi luoghi noti per la loro biodiversità, come il Lago Bajkal, i Monti Urali, il massiccio del Sichote-Alin, la penisola della Kamchatka, il fiume Amur, il Mar Glaciale Artico e la Siberia tutta.
In Russia il problema della convivenza uomo-animale non è particolarmente sentito, in quanto il paese è ricchissimo di aree naturali pressappoco vergini dove non si incontra alcuna presenza umana per chilometri e chilometri. Ma, allo stesso tempo, ci sono anche villaggi poveri in zone rurali, i cui abitanti, per guadagnare di più, si dedicano alla caccia di frodo. Ciò ha portato nel corso degli anni alla quasi estinzione di molti animali per ragioni commerciali come la tigre siberiana o l'orso dal collare. La conseguenza di questo fu la creazione di ben 48 parchi nazionali all'interno dei confini del paese. I primi ad essere fondati furono il Parco Nazionale di Soci e il Parco Nazionale Losinj Ostrov, entrambi nel 1983.

## Mammiferi

### Felini

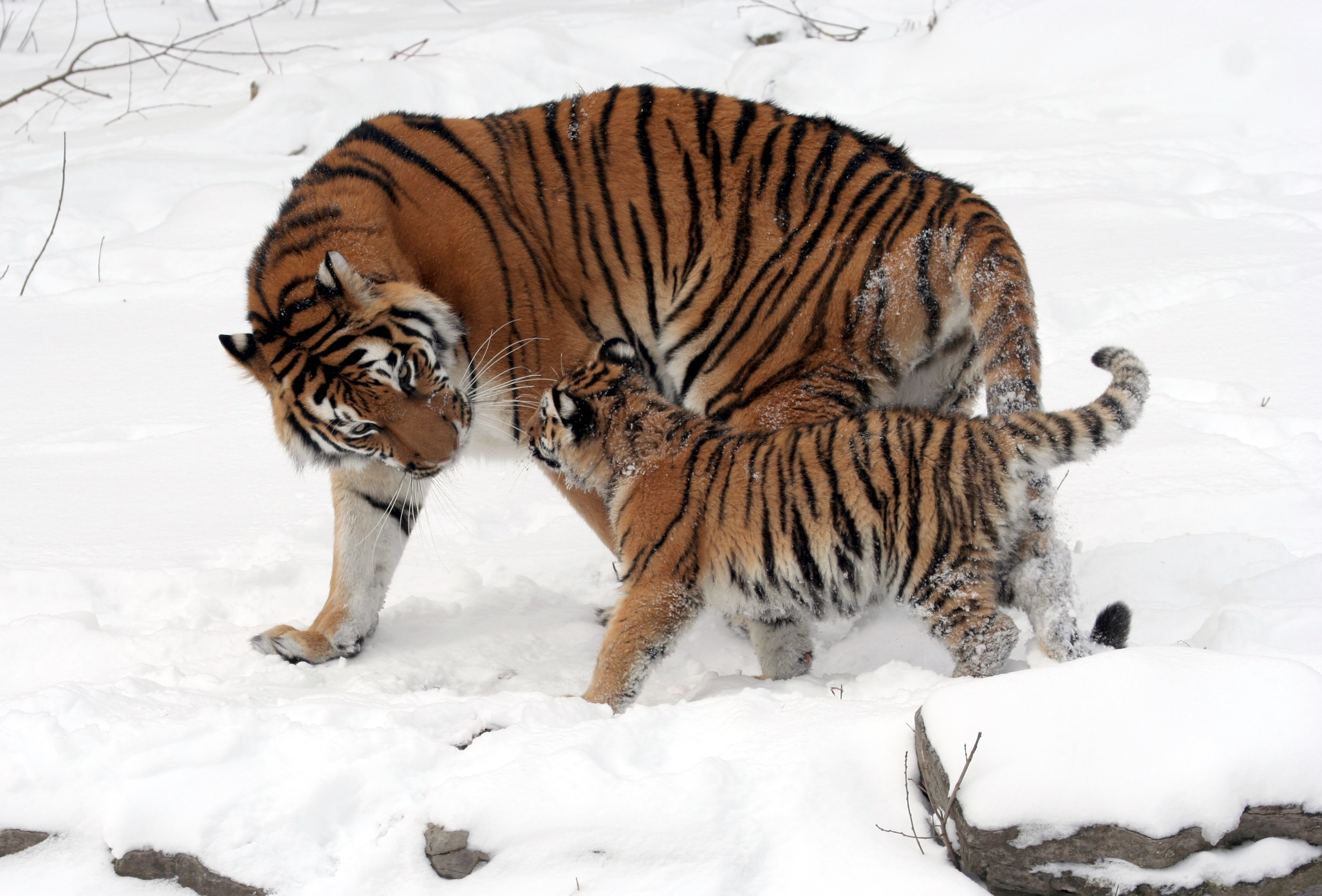
Tigre siberiana
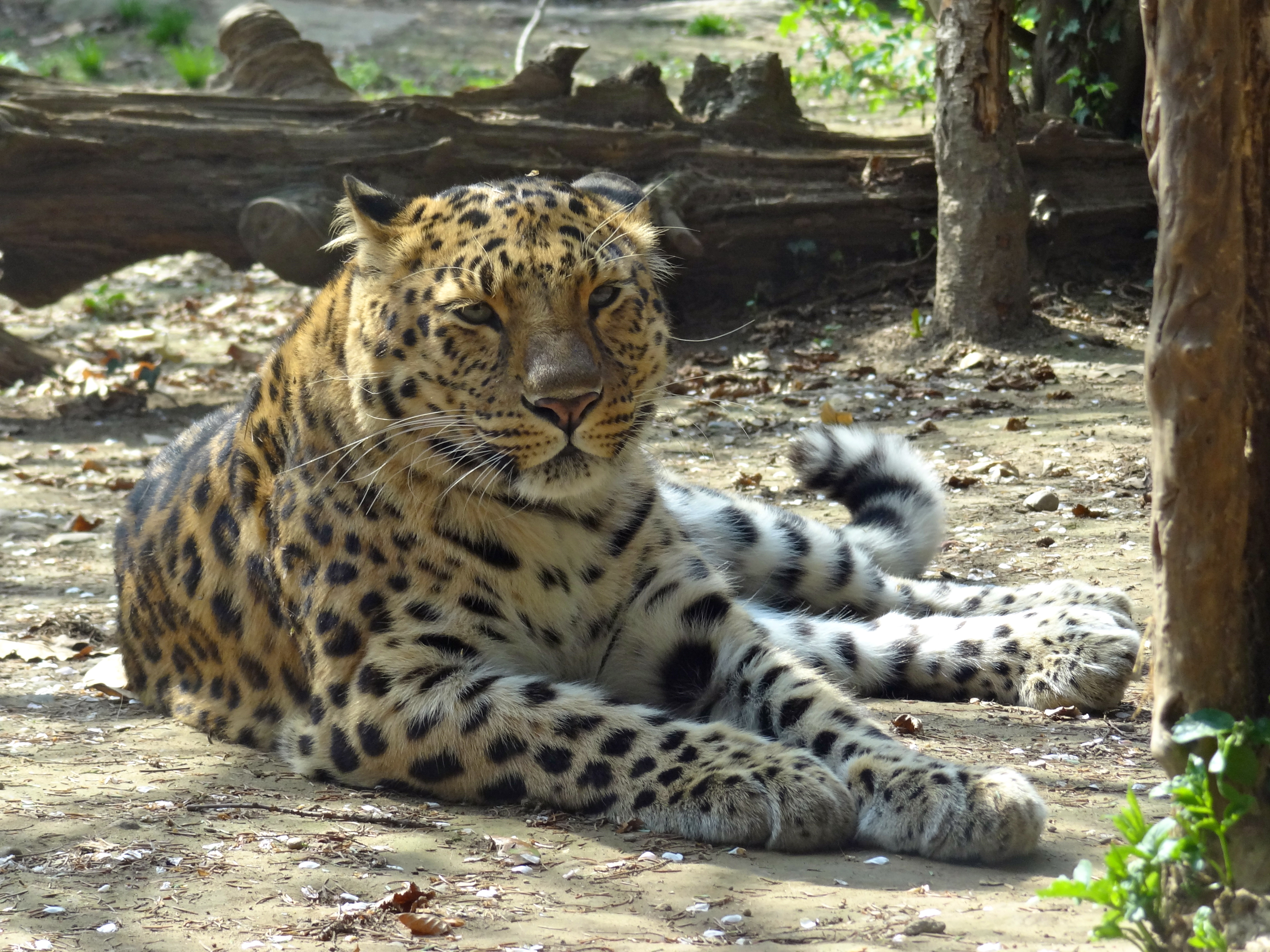
Leopardo dell'Amur
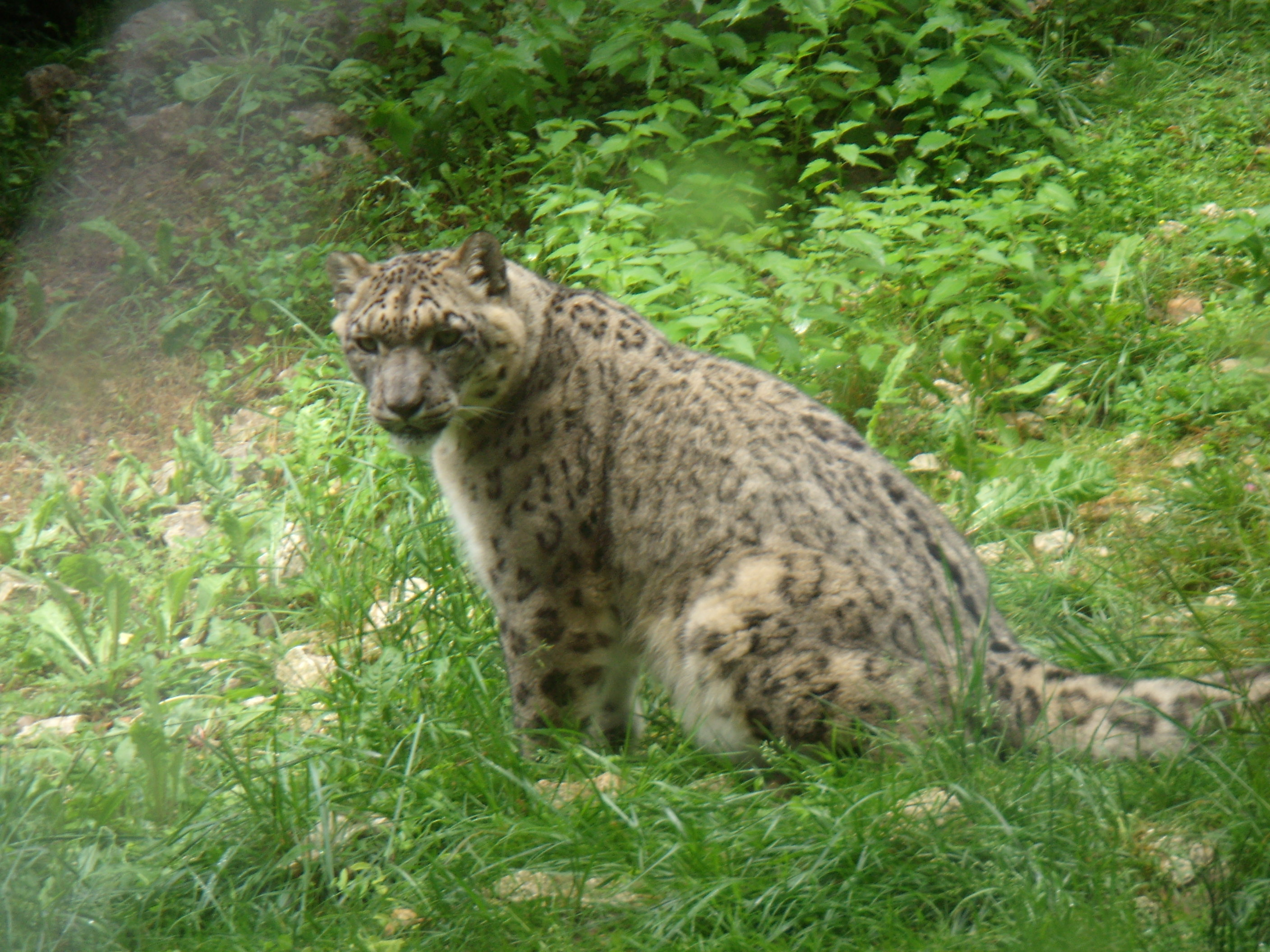
Leopardo delle Nevi
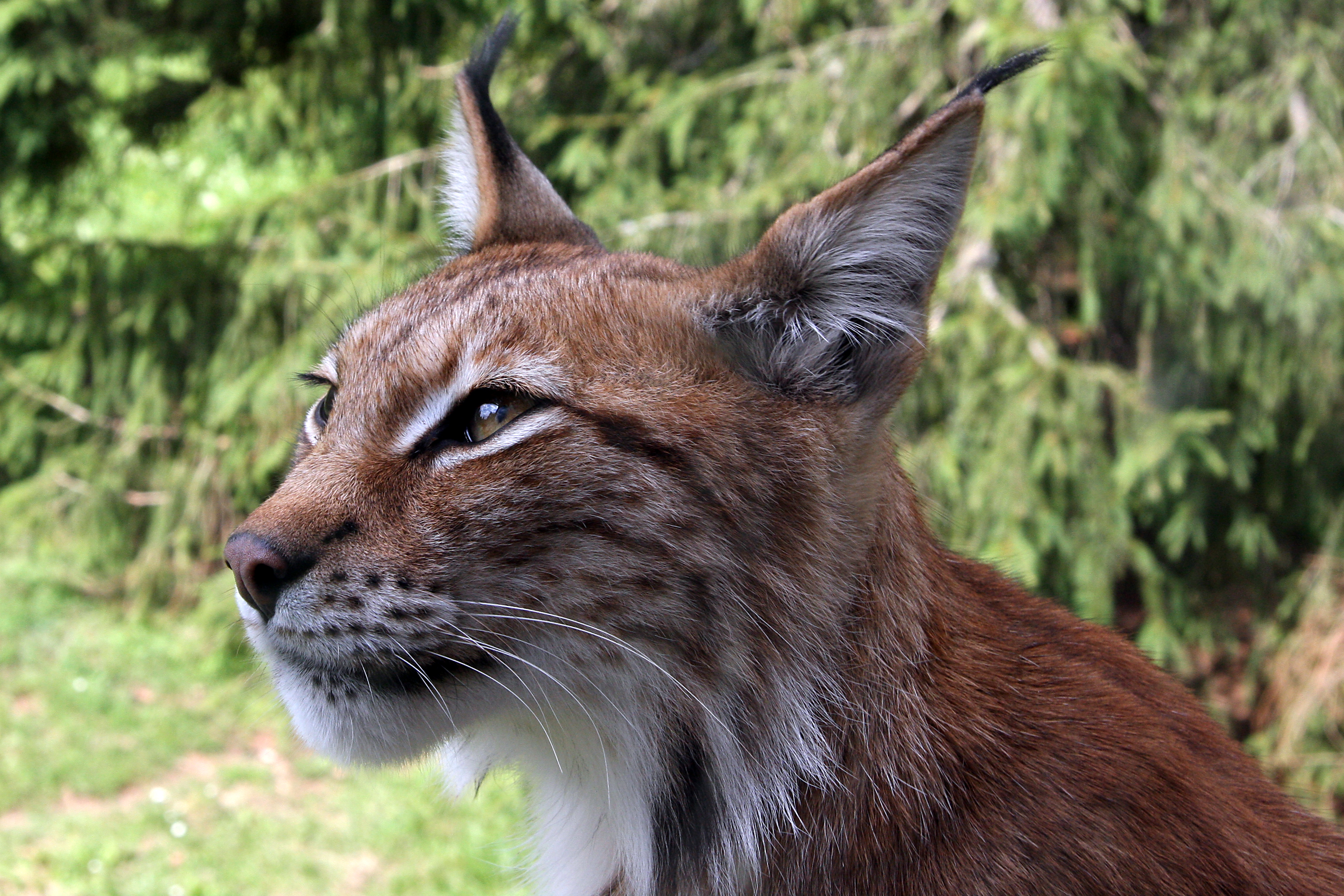
Lince eurasiatica
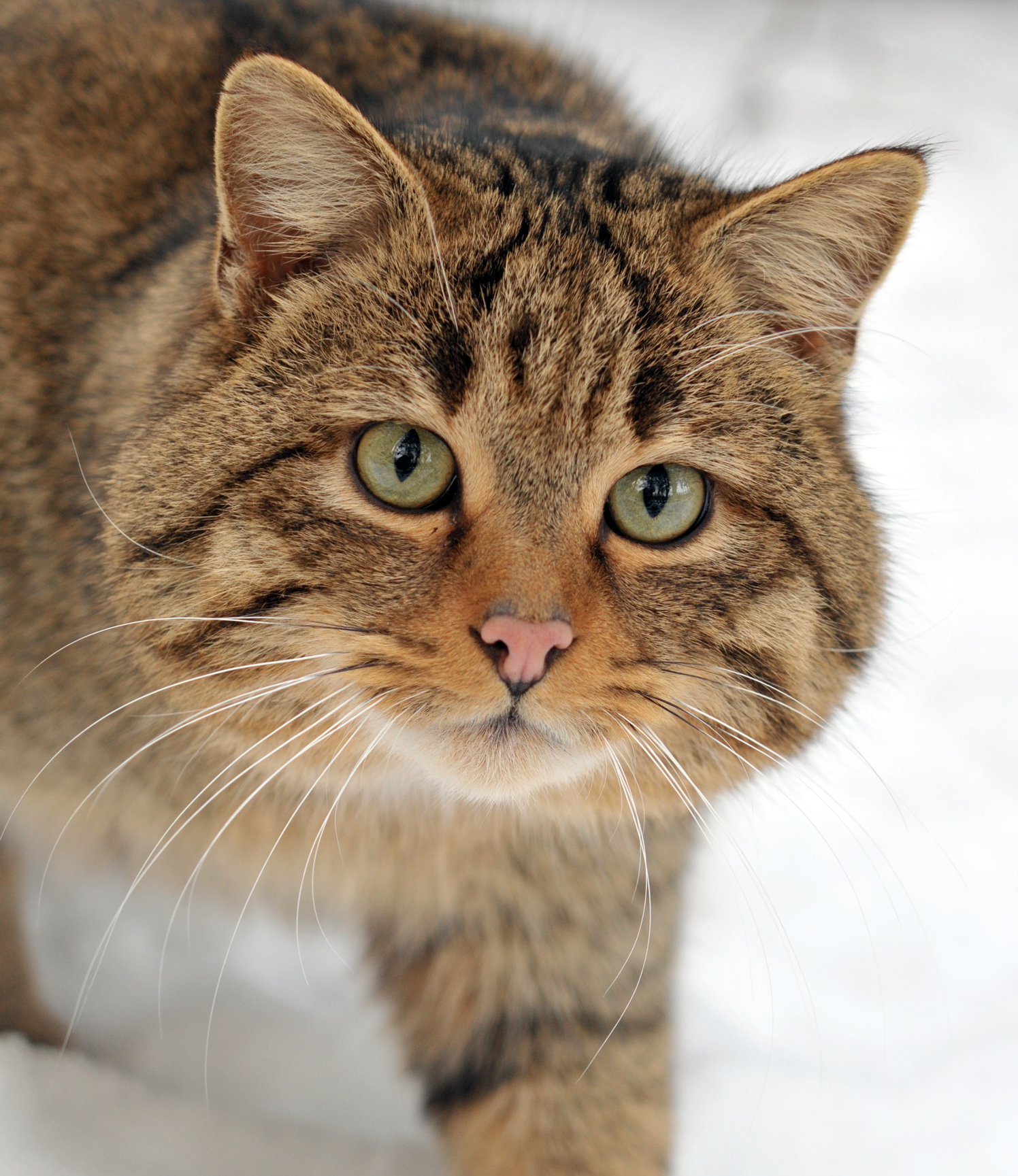
Gatto selvatico asiatico

La Russia è patria di grandi felini, alcuni dei quali endemici ed esclusivi dell'area. Nel paese si possono incontrare sia piccoli felini che grandi predatori di grossa taglia che vivono nelle foreste russe: qui trovano un ambiente favorevole grazie alla grande quantità di cervidi e di prede in generale, ma anche grande competizione e concorrenza vista la presenza di molti canidi e ursidi. Tra i felini, il più grande e noto è la tigre Siberiana, detta anche tigre dell'Amur. È la tigre più grande al mondo, anche se recenti studi hanno dimostrato che le sue dimensioni non differiscono più di tanto da quelle della tigre del Bengala. La tigre siberiana si distingue dalle altre tigri anche per il mantello estivo, che è formato da strisce marrone scuro invece che nere, e per quello invernale, molto più spesso e dal colore quasi ocra. Un tempo le tigri siberiane erano presenti in Russia, Cina e Corea del Nord; oggi, invece, vivono principalmente sul massiccio montuoso del Sichote-Alin e in piccole zone frammentate della Cina settentrionale, mentre, a causa della situazione politica del paese, non si hanno notizie certe sulla sua presenza in Corea del Nord. Un altro felino di grande fascino, ma in forte pericolo di estinzione è il leopardo dell'Amur. Era presente in un areale molto ampio, che copriva la Russia sudorientale, la Cina nordorientale e la penisola coreana; al giorno d'oggi ne sopravvivono solo qualche centinaio di individui nel massiccio del Sichote-Alin, nello stesso areale della tigre siberiana. I leopardi però tendono ad evitare di cacciare nei territori delle tigri. Da annoverare tra i grandi felini russi c'è il leopardo delle nevi, che vive in un areale molto ampio che va dal Turkmenistan a Cina ed India e che è stato cacciato per molto tempo a causa della sua pelliccia, fino a diventare vulnerabile al giorno d'oggi. In Russia è presente sui Monti Altaj, attorno al lago Bajkal e in Siberia meridionale. Tra gli altri felini ci sono la lince eurasiatica,di cui il 60 % della popolazione abita le foreste russe, e il gatto selvatico asiatico, presente nell'estremo sud del paese, sul confine georgiano. Nel 2016 all'interno del parco nazionale di Soci furono liberati alcuni leopardi persiani, grazie ad un progetto di reintroduzione avviato dal governo russo nel 2014. Nel parco i leopardi vengono allevati in cattività per poi essere liberati in natura.

### Canidi

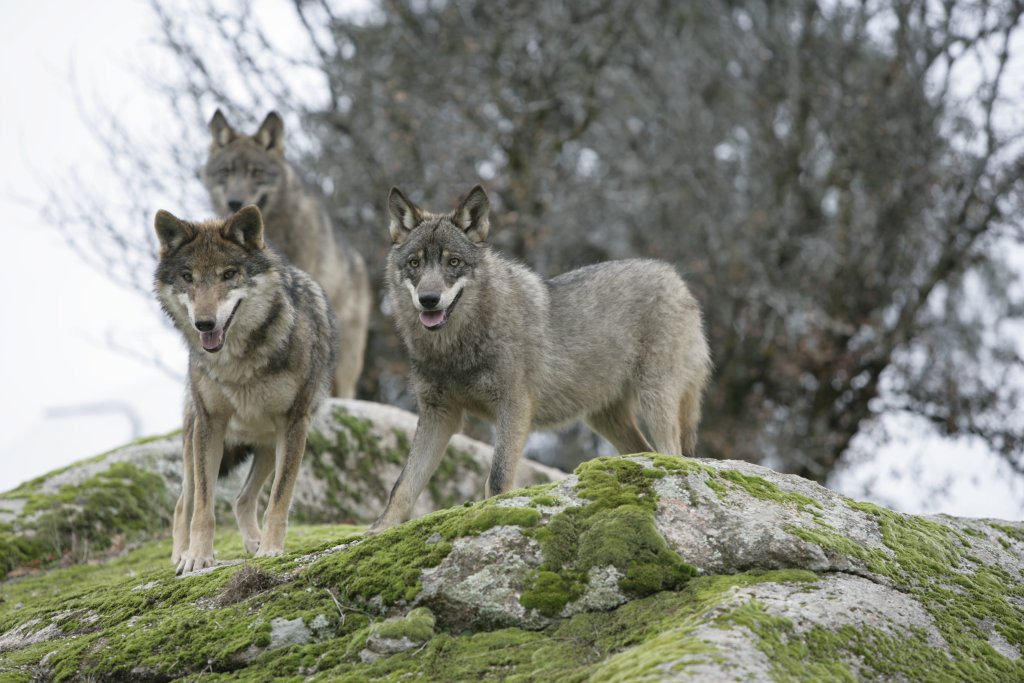
Lupo grigio
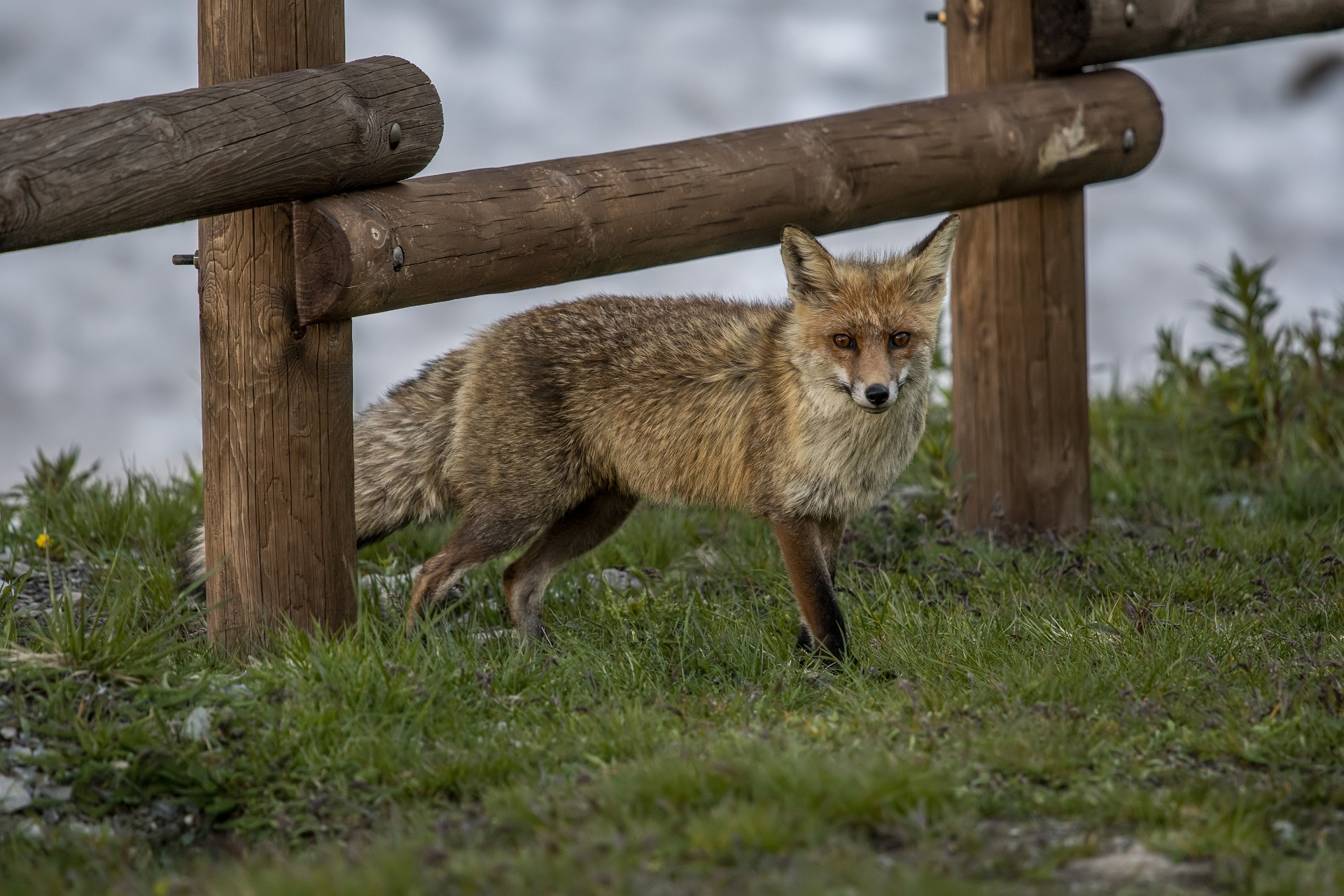
Volpe rossa
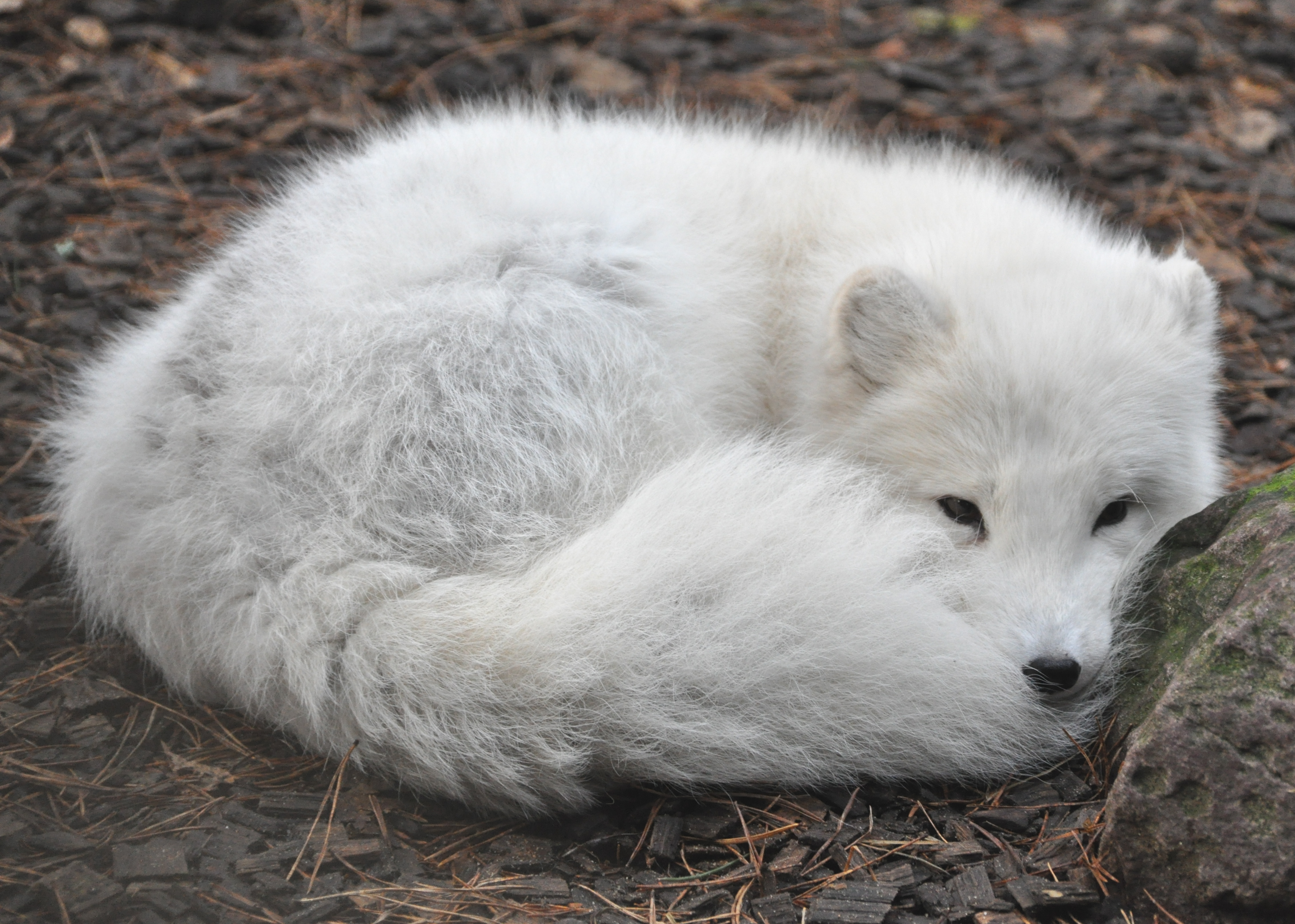
Volpe artica
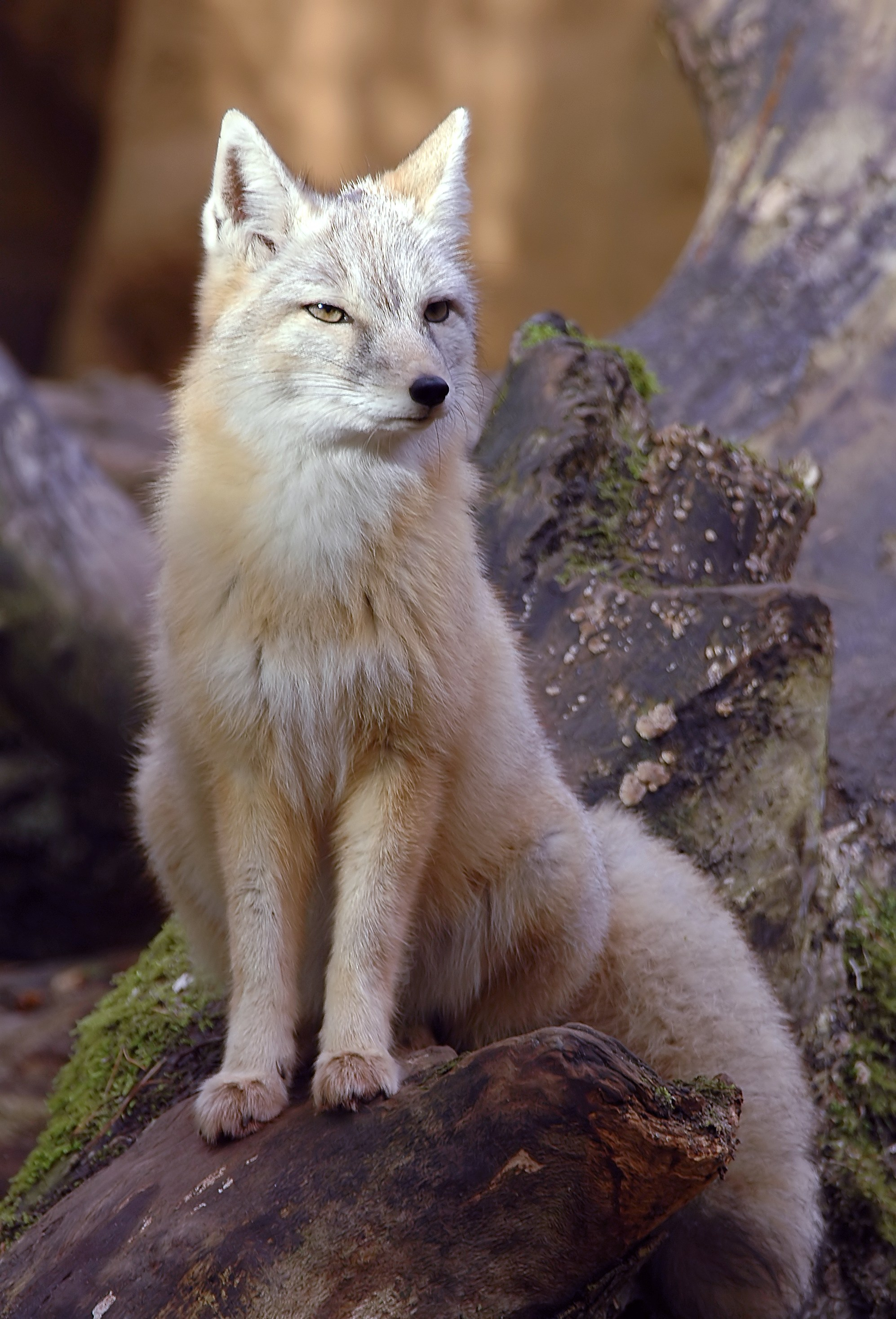
Volpe Corsac
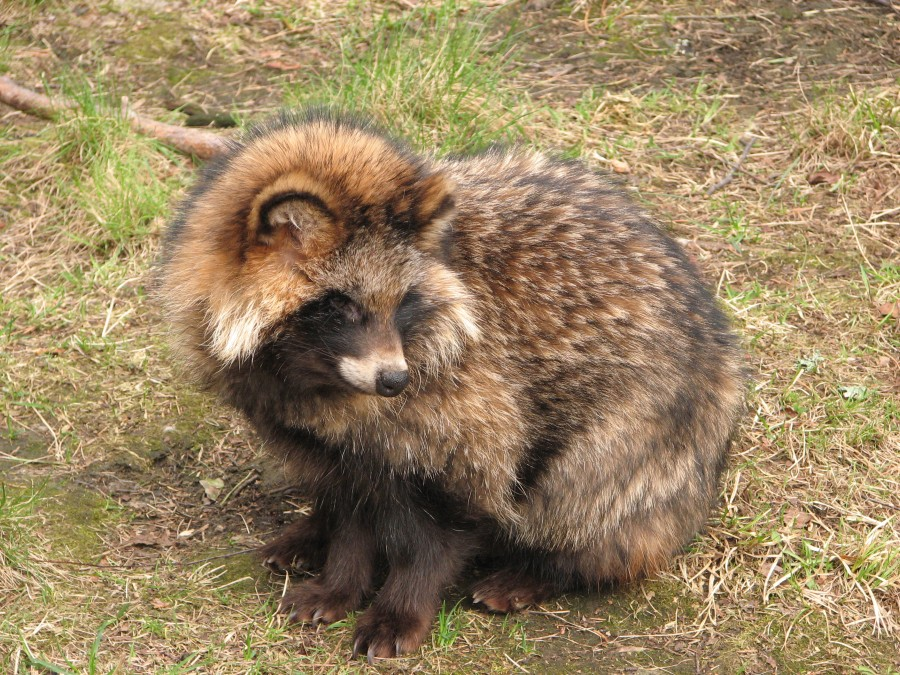
Cane procione

Un'altra importante famiglia di mammiferi carnivori presente in Russia è quella dei canidi. Essi si nutrono di animali di grossa taglia (nel caso del lupo) o di piccoli animali (nel caso delle volpi). Molti di questi animali sono in pericolo di estinzione, ma nelle isolate ed enormi foreste russe trovano abbondanza di prede nonostante la concorrenza, rendendo così la Russia un paese con un numero di canidi selvatici molto alto. Il canide russo principale è il lupo grigio, animale arrivato negli anni precedenti quasi all'estinzione, salvo poi avere un miglioramento in termini di numero di lupi in natura negli ultimi anni. Il lupo è diffuso nel paese con due sottospecie, il lupo grigio della tundra a nord e il lupo grigio eurasiatico a sud. Altri predatori importanti per l'ecosistema russo sono la volpe rossa, ampiamente diffusa in tutto il paese, la volpe artica, diffusa esclusivamente nell'estremo nord del paese, il corsac, una piccola volpe asiatica conosciuta anche come volpe delle sabbie che si può incontrare nell'estremo sud russo vicino al confine kazako, e il cane procione, detto anche nittereute o cane viverrino, che deve il suo nome alla fortissima somiglianza con il procione e che vive nelle foreste dell'Amur e della Siberia orientale.

### Ursidi

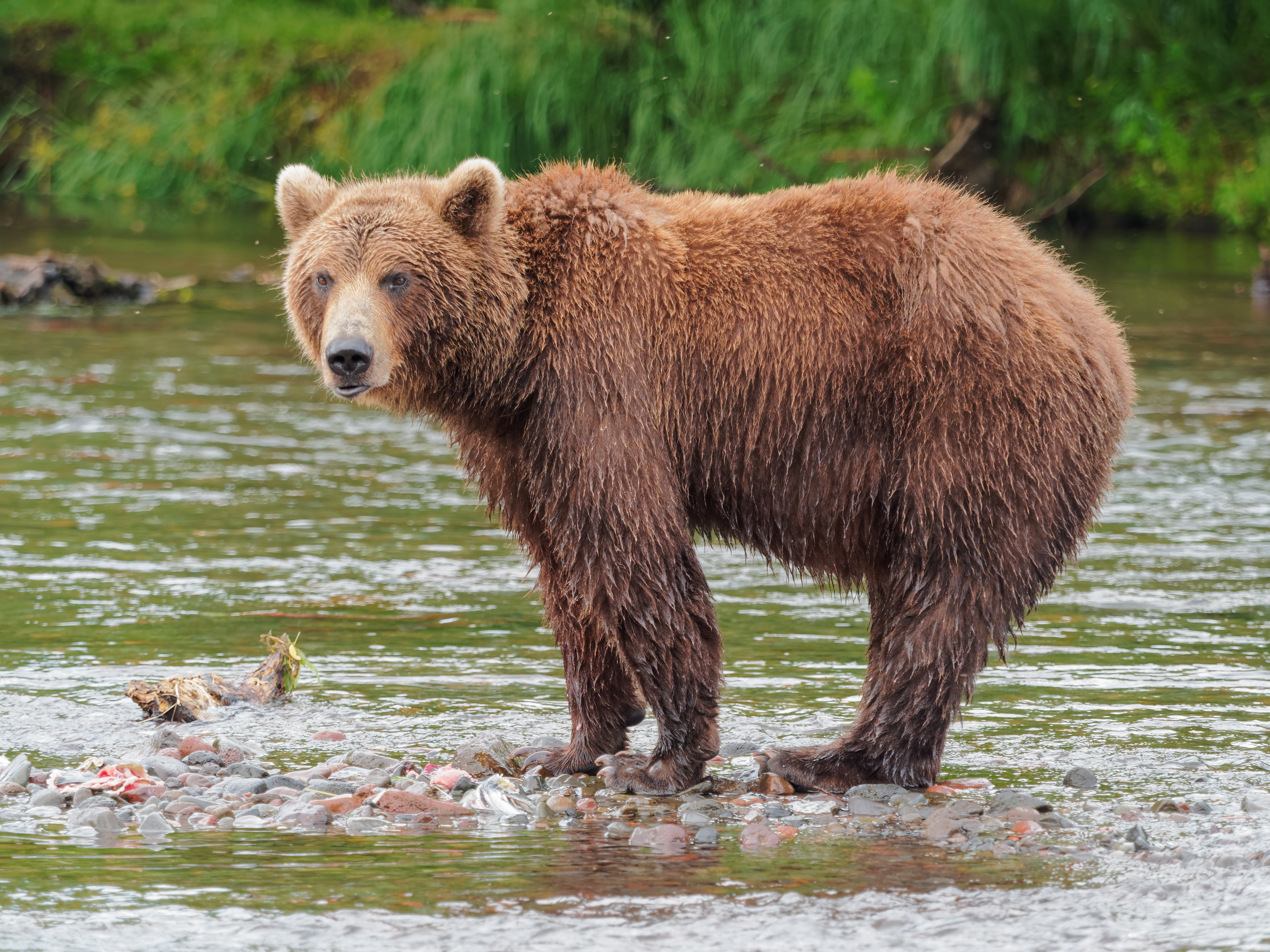
Orso bruno
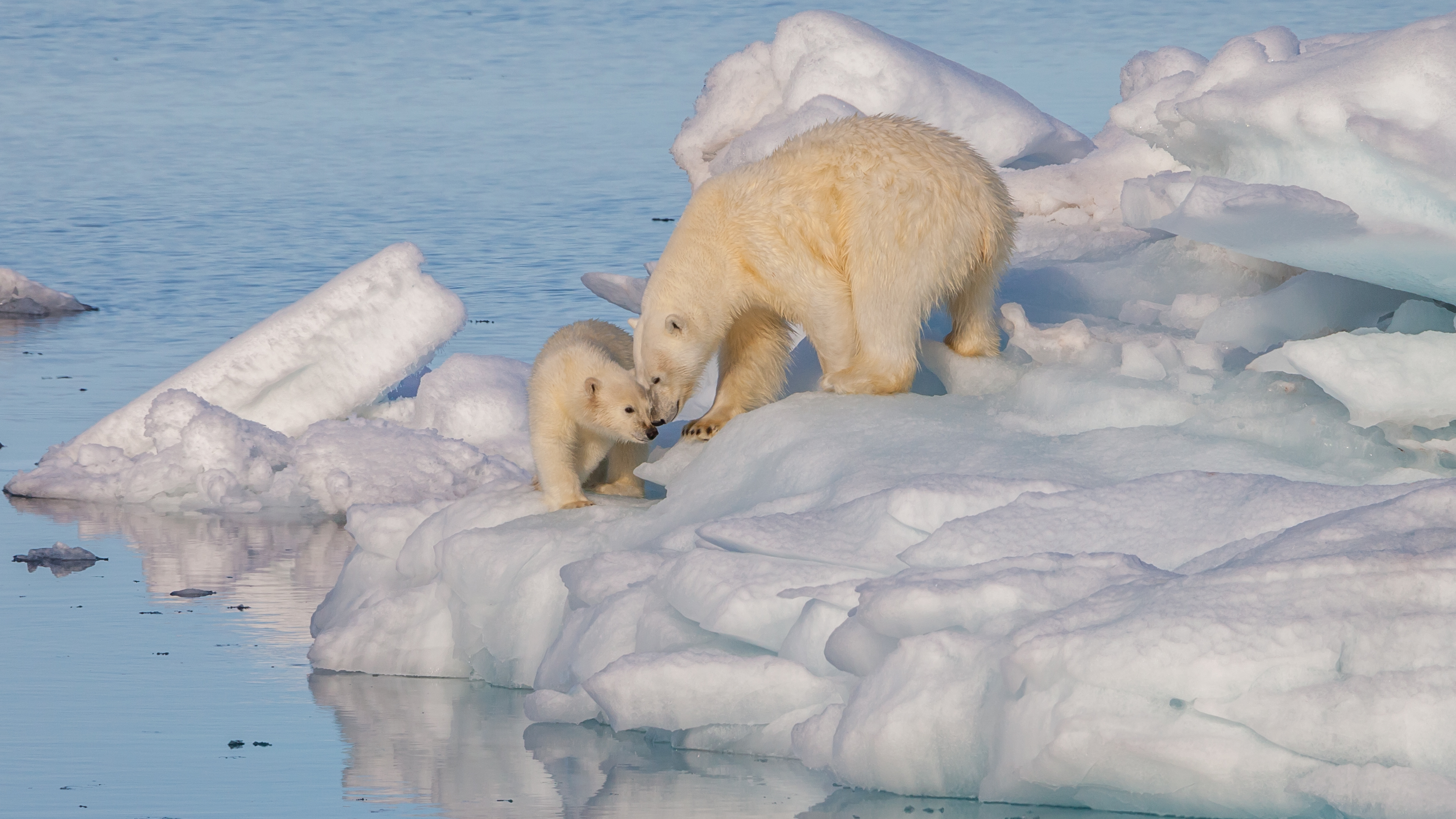
Orso polare
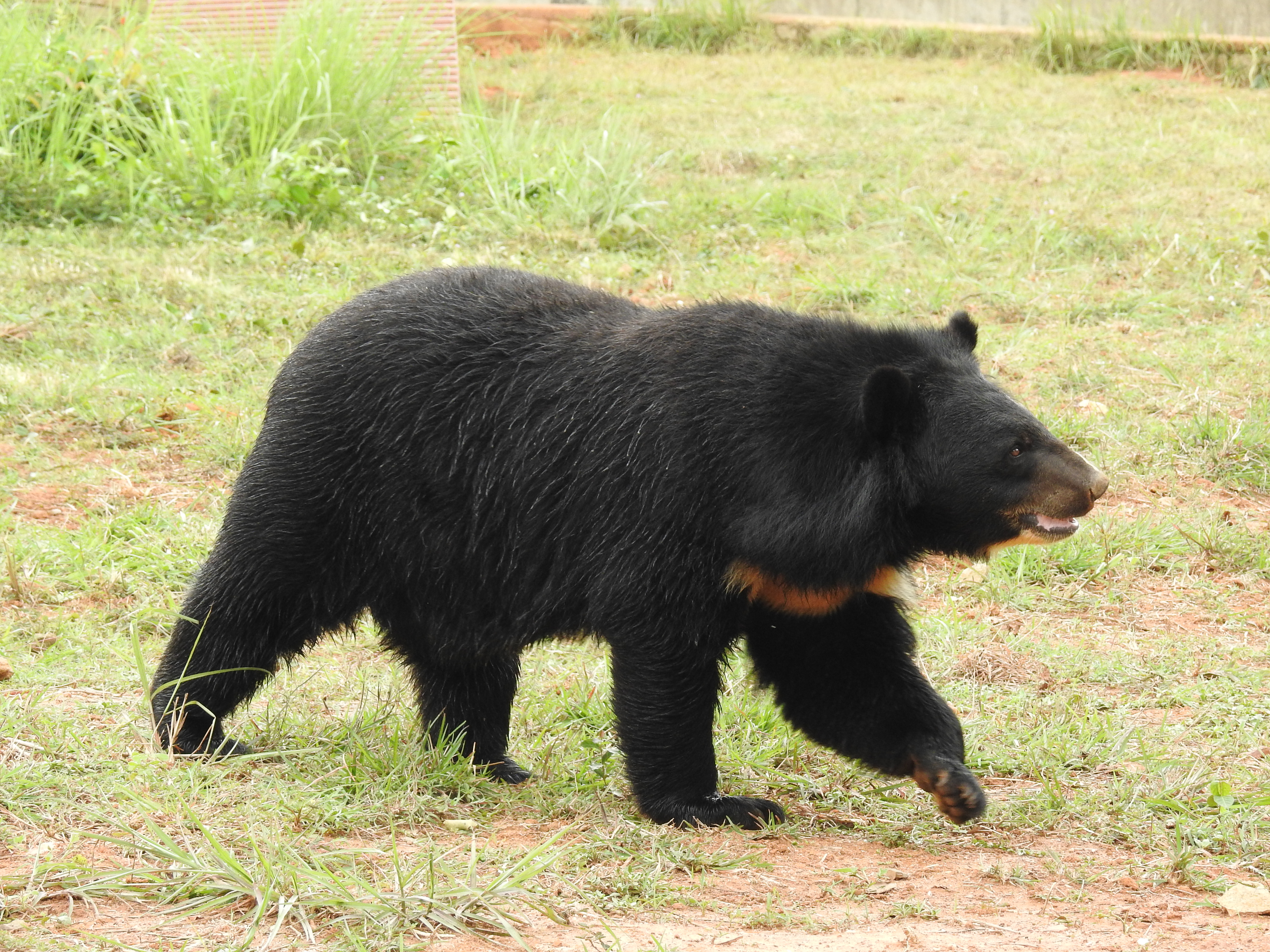
Orso dal collare

L'orso bruno è un simbolo della Russia, un animale cui i russi sono molto legati. La maggior parte degli ursidi sono in grave pericolo di estinzione, ma in Russia trovano tutti un ambiente relativamente sicuro dove la loro popolazione si è irrobustita. Il paese infatti costituisce, per molte specie di orso, un ambiente sicuro, ed è anche l'unico posto dove gli orsi vivono senza andare a scontrarsi con le città o le terre coltivate vista la grande disponibilità di prede e foreste. Tra le specie di orso che prosperano in Russia c'è l'orso bruno, presente anche sui Balcani, sui Carpazi e sulle Alpi, ma con popolazioni piccole e frammentate rispetto a quella russa. Gli unici posti dove gli orsi bruni sono numerosi sono la penisola scandinava e la Russia. Nel paese ne sono presenti varie sottospecie, tra cui l'orso bruno eurasiatico, l'orso bruno della Kamčatka, presente nell'omonima penisola, l'orso bruno dell'Amur e l'orso bruno siberiano. Ognuna di queste sottospecie occupa una zona differente dall'altra. L'altra specie di orso presente in Russia è l'orso polare, o orso bianco, diffuso nelle zone settentrionali del paese (Krasnojarsk, Magadan, Distretto Federale Nordoccidentale, Siberia Occidentale, Jacuzia). Esso è il più grande carnivoro di terraferma esistente sul nostro pianeta (insieme all'orso kodiak); è inoltre un nuotatore abilissimo ed è l'unico urside completamente carnivoro: la sua dieta è composta per la maggior parte da pesci e foche. Un'altra specie, presente nell'estremo sud della Siberia, è l'orso dal collare, o orso tibetano, presente soprattutto nel parco nazionale Zov Tigra.

### Cervidi

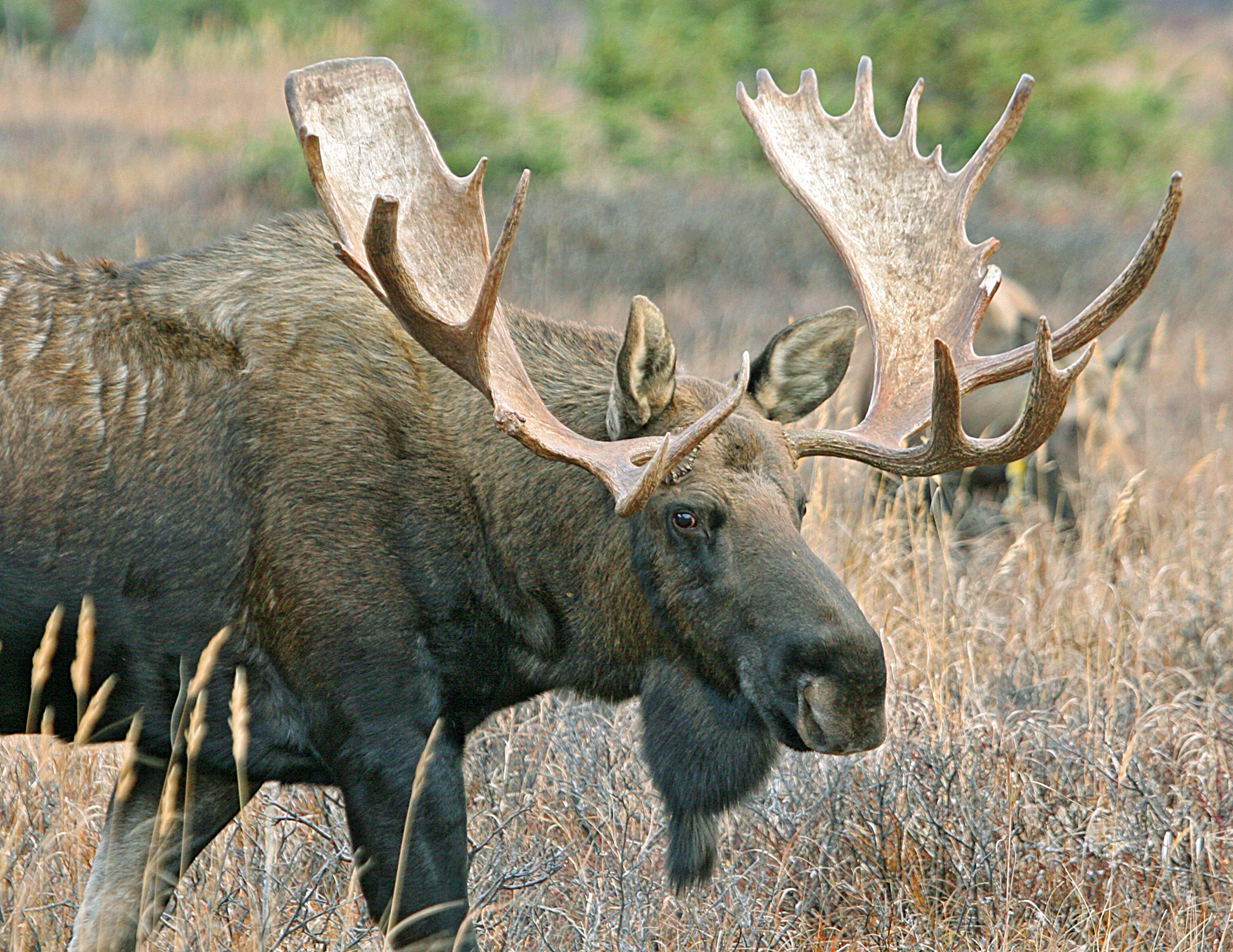
Alce
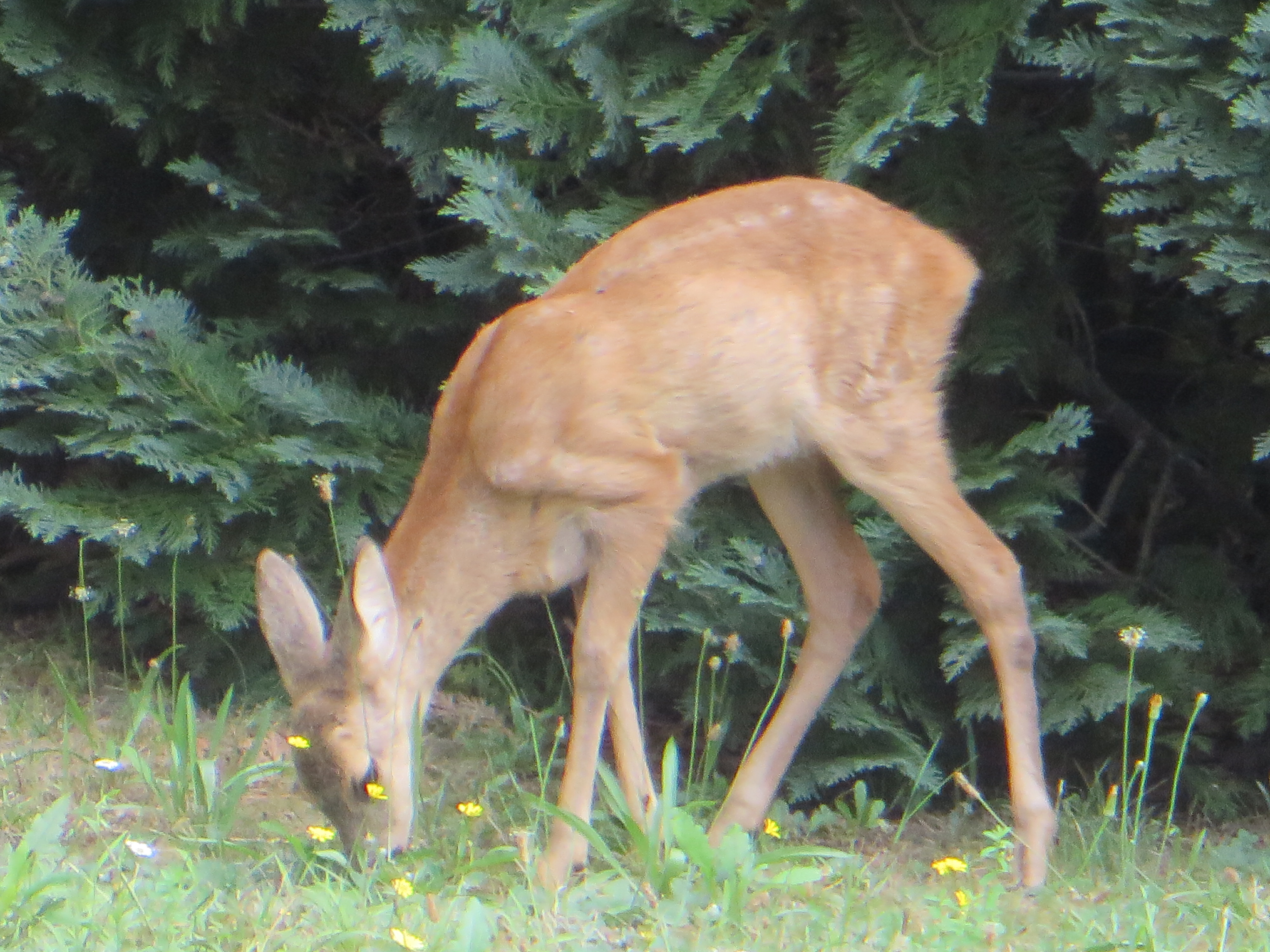
Capriolo orientale
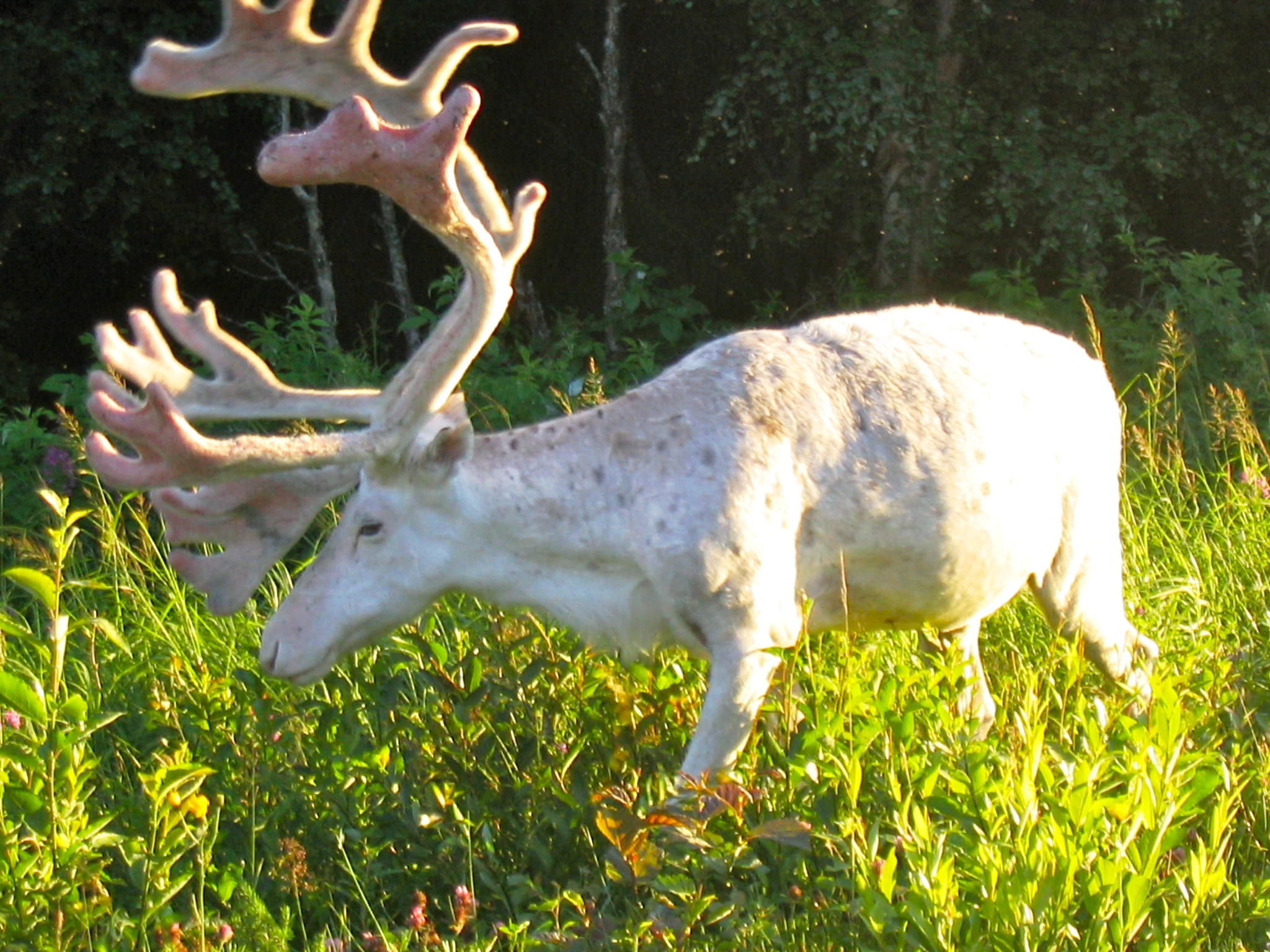
Caribù
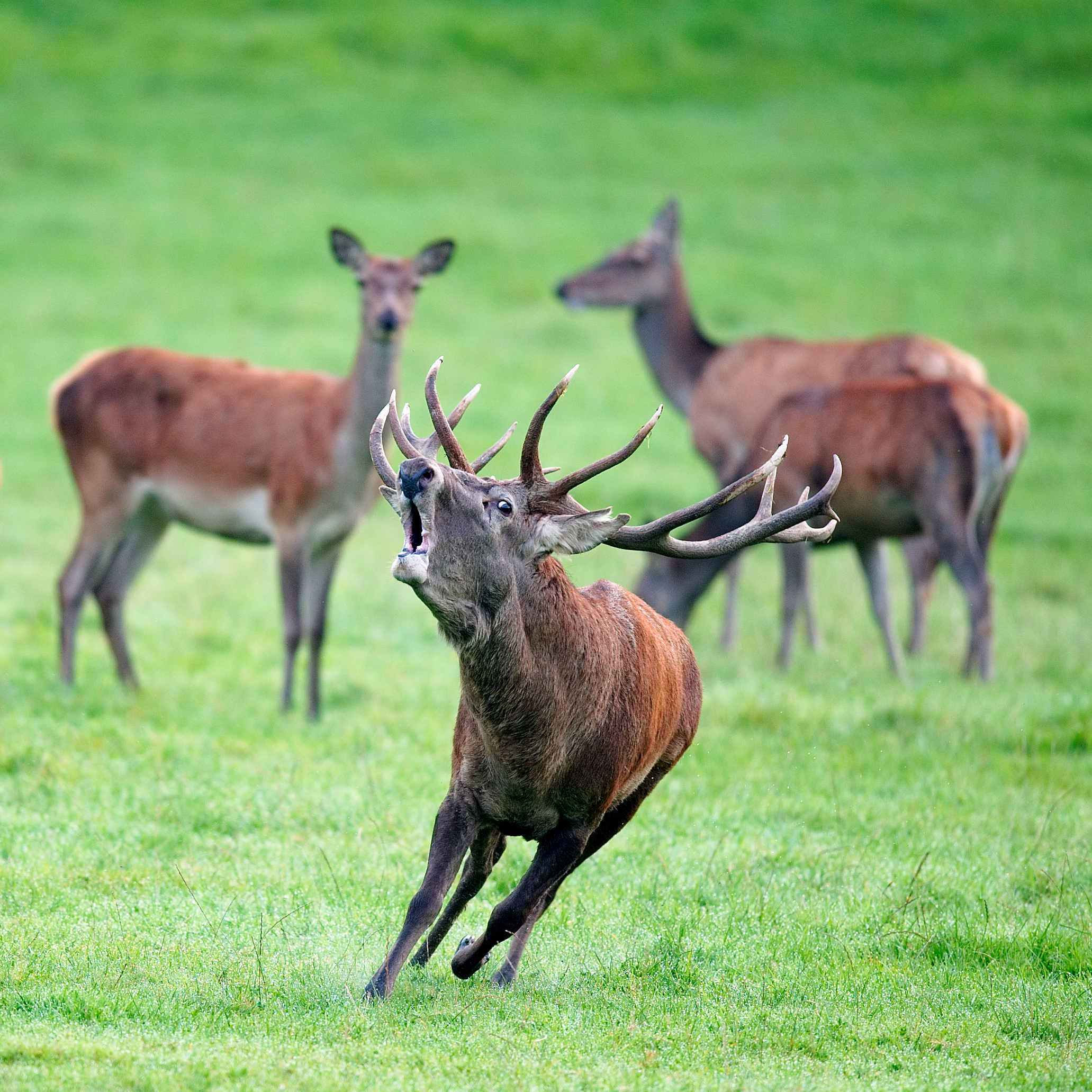
Cervo nobile
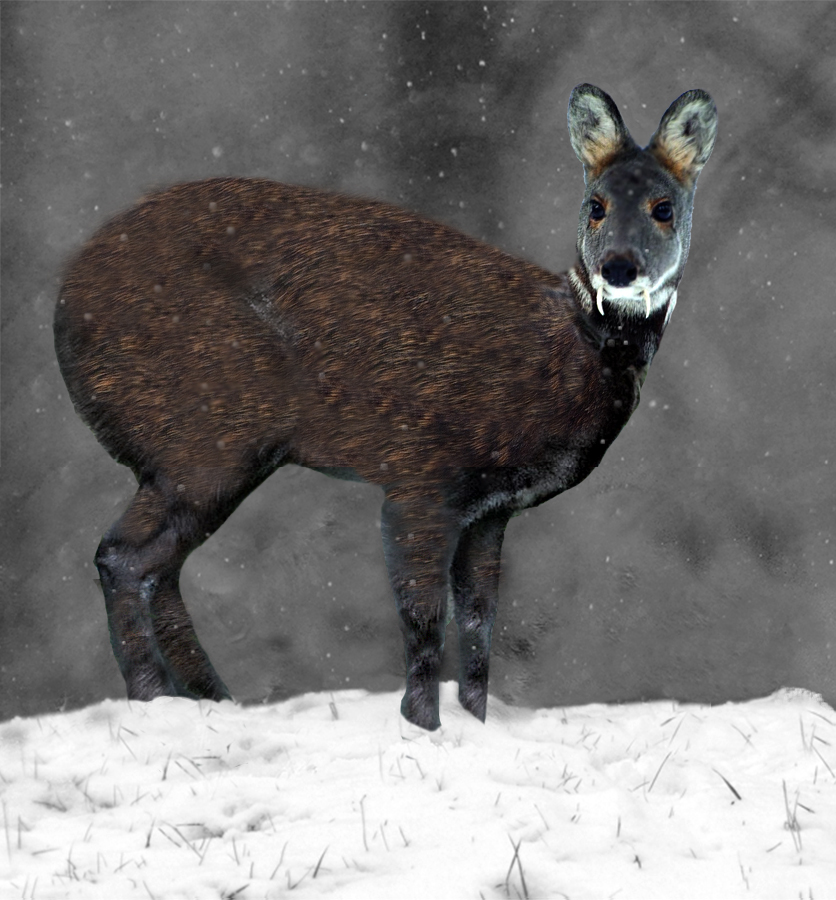
Mosco siberiano
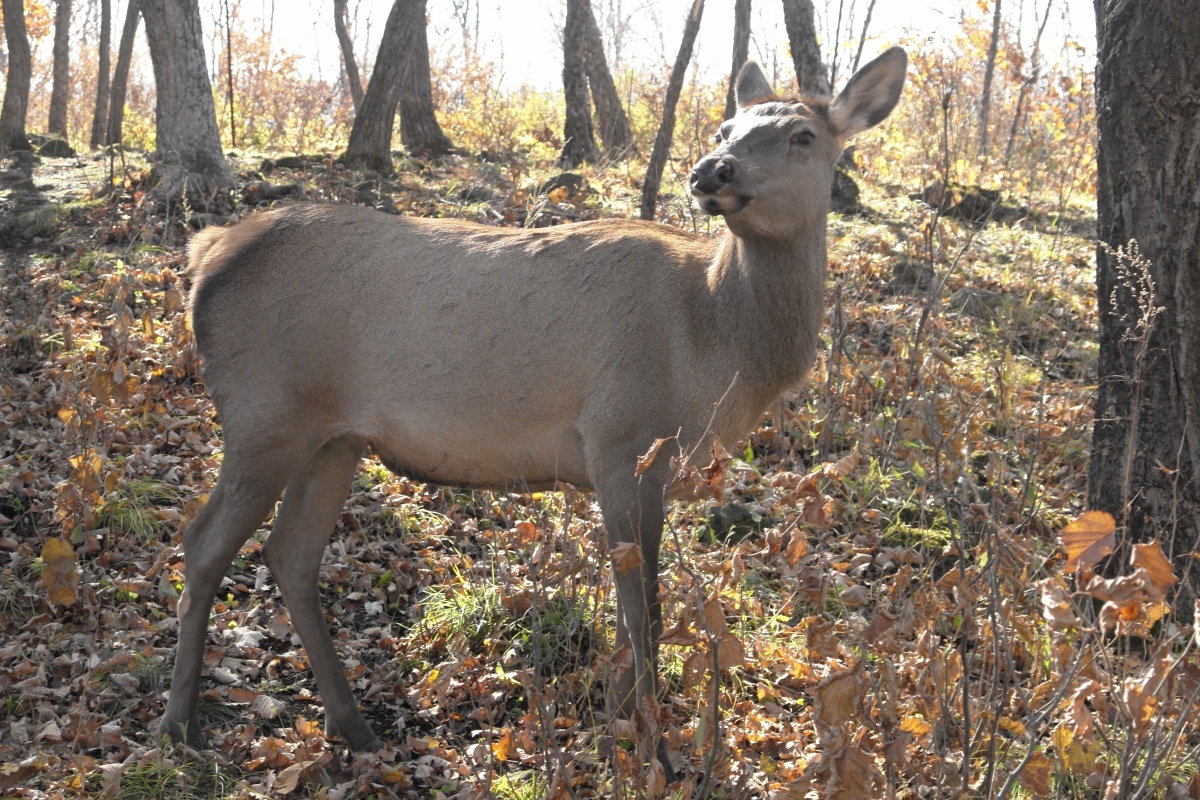
Wapiti della Manciuria

I cervidi costituiscono la fonte principale di cibo dei grandi carnivori russi: a ciò concorrono la loro grossa mole, che li rende molto appetibili, e la facilità nella cattura dovuta alla loro scarsa agilità, minore rispetto ad altri piccoli animali dell'ambiente boschivo. Tra i principali cervidi in Russia c'è il cervo europeo, che per via della sua mole e della sua ampia diffusione costituisce la preda più cacciata dai carnivori russi, e il wapiti della Manciuria, detto anche elk. Troviamo poi il capriolo orientale, presente in Russia, Kazakistan, nella penisola coreana e sull'altopiano del Tien Shan, e il mosco siberiano. Un altro cervide qui presente, iconico delle zone settentrionali del mondo, è l'alce, meno cacciata vista la sua gigantesca stazza, che la rende molto più pericolosa dei cervi comuni, e il suo carattere aggressivo, che la rende preda difficile agli occhi dei predatori. È presente nel territorio russo anche la renna.

### Mammiferi marini

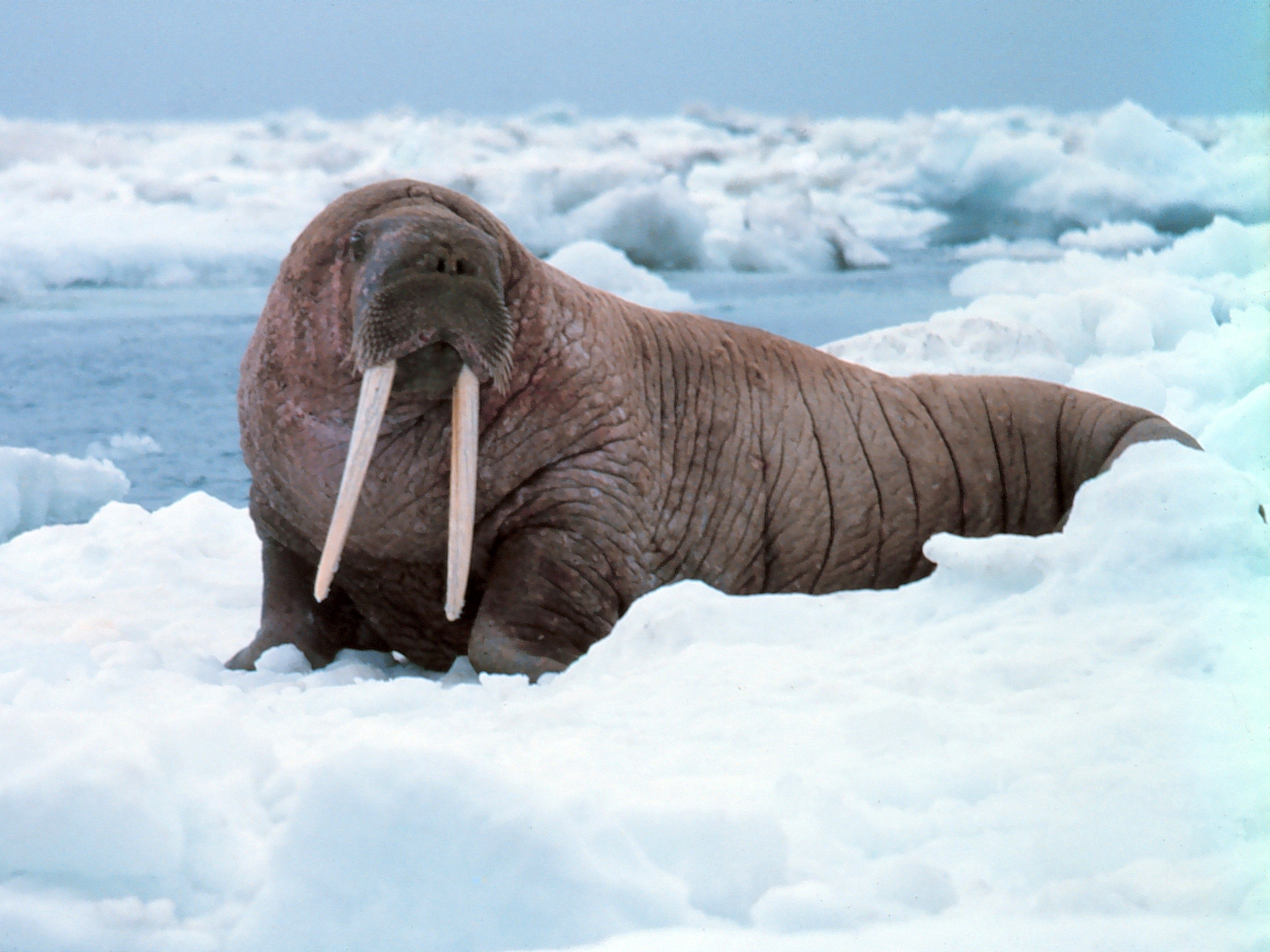
Tricheco
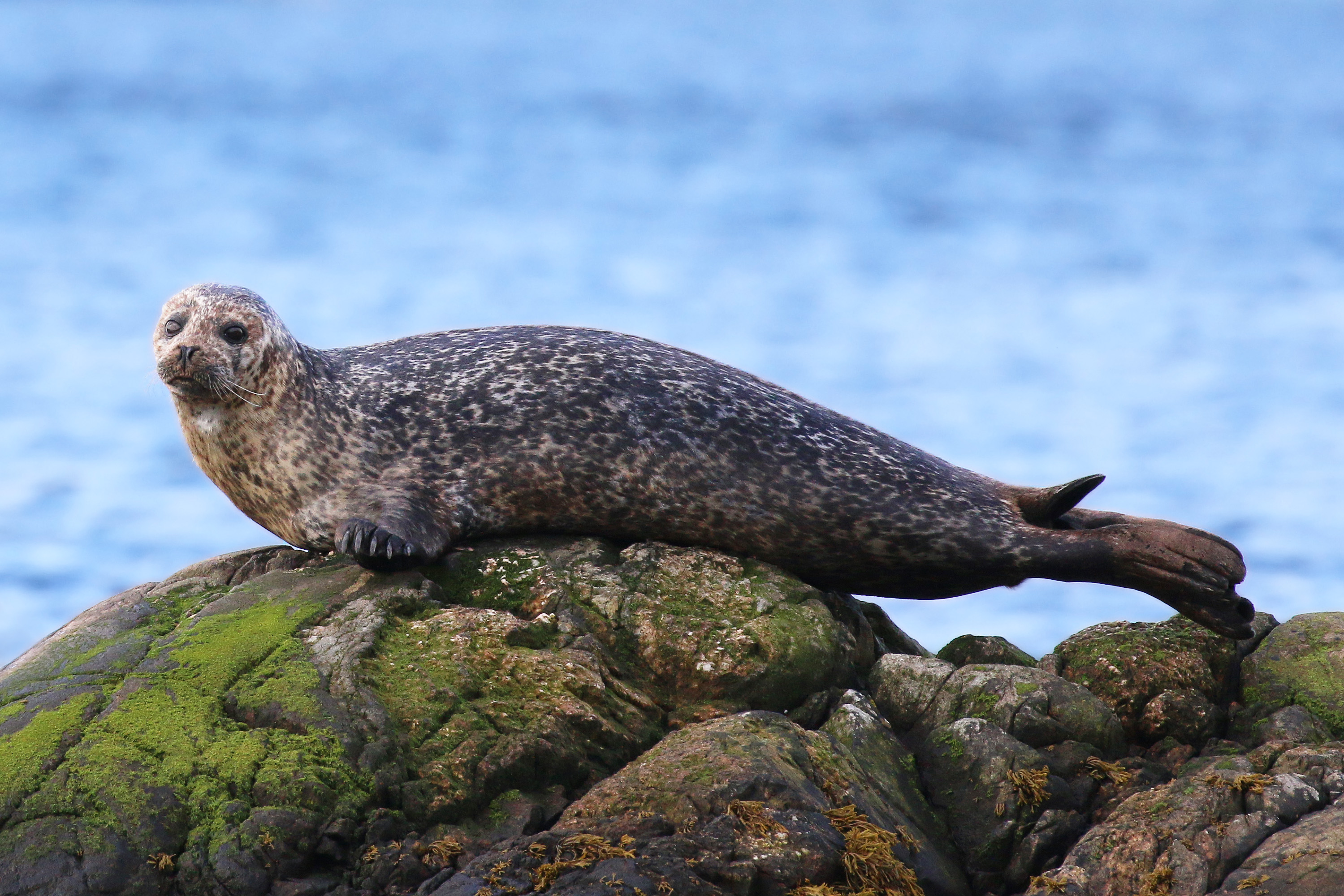
Foca comune
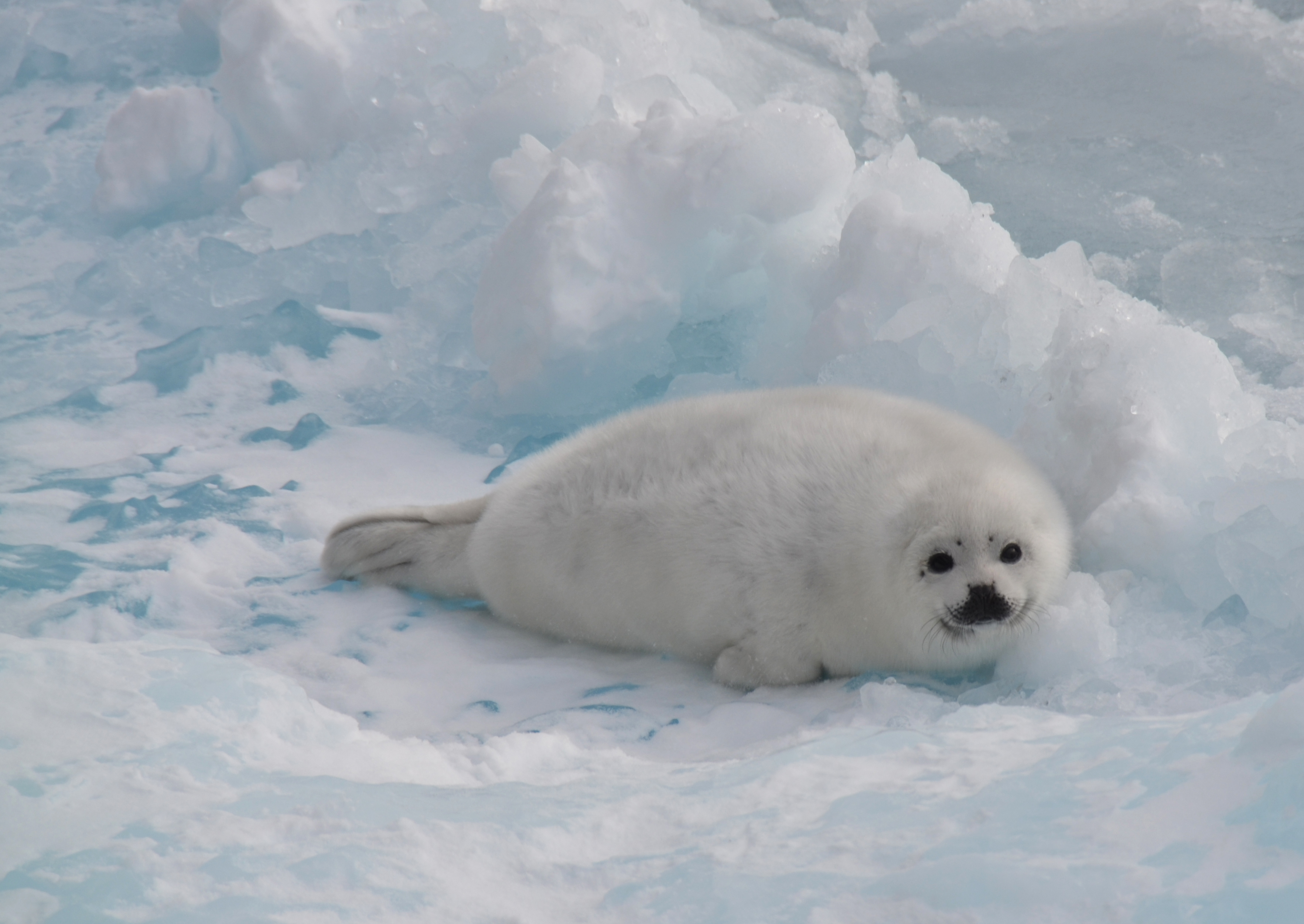
Foca della Groenlandia
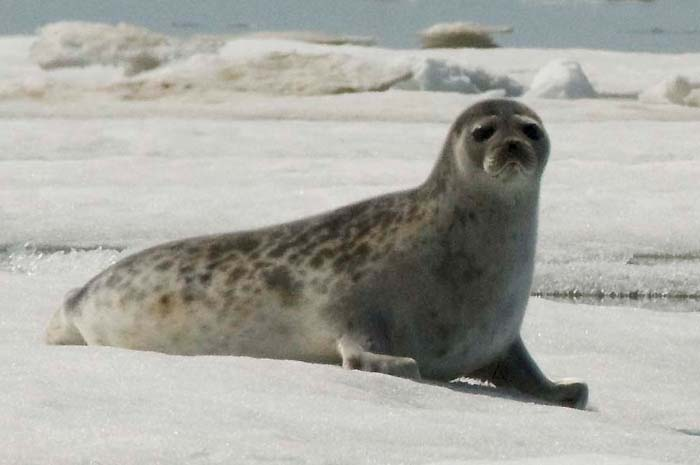
Foca dagli anelli
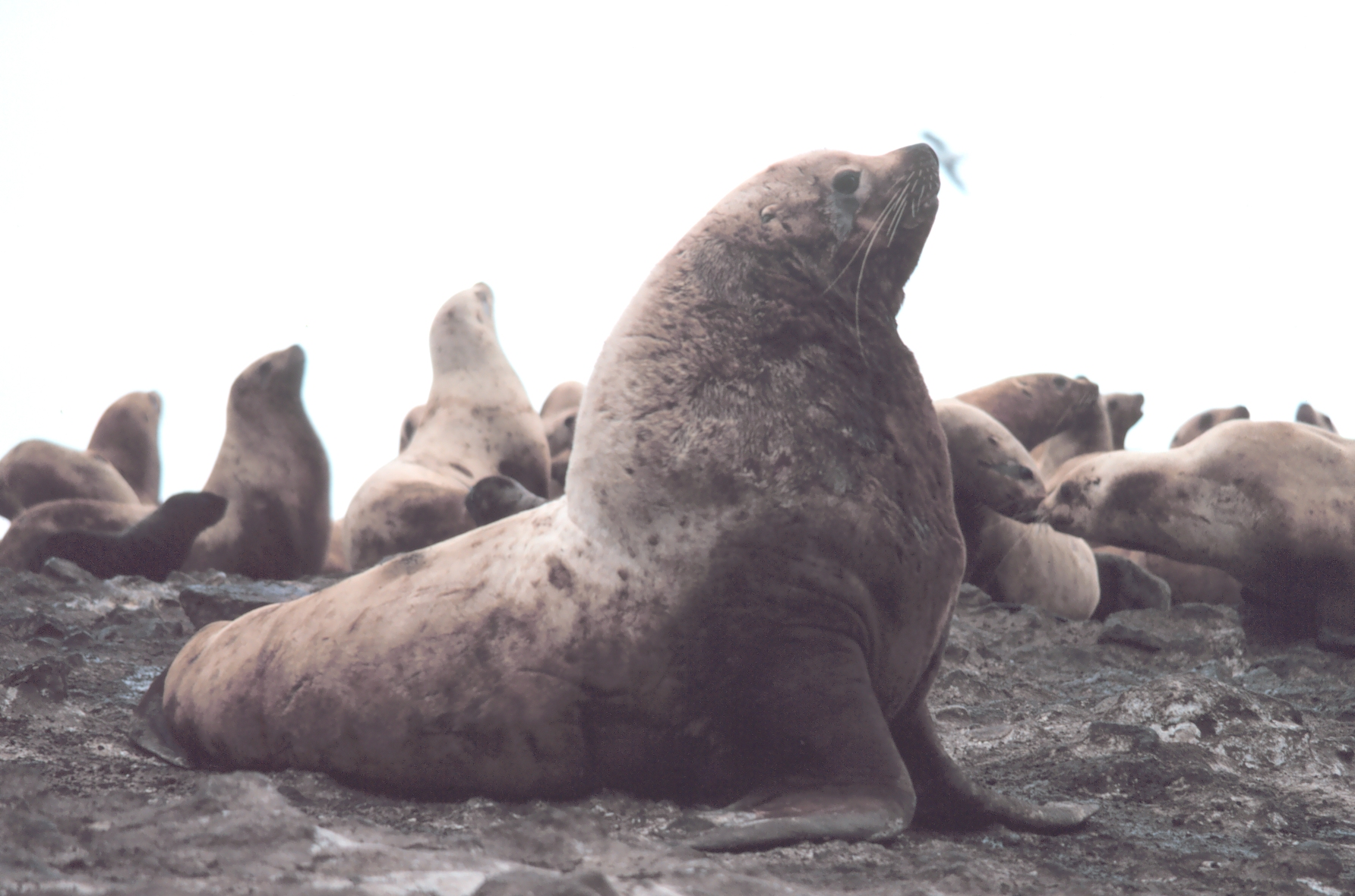
Leone marino di Steller
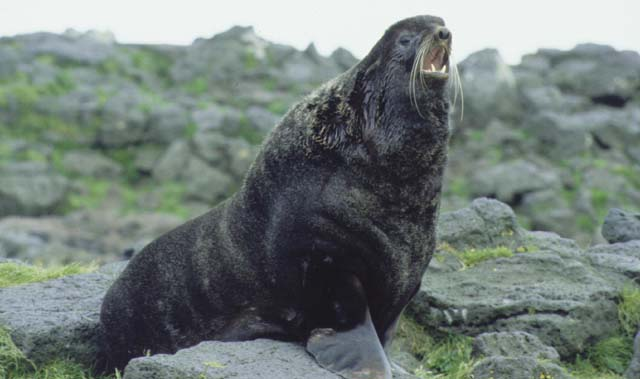
Callorino dell'Alaska
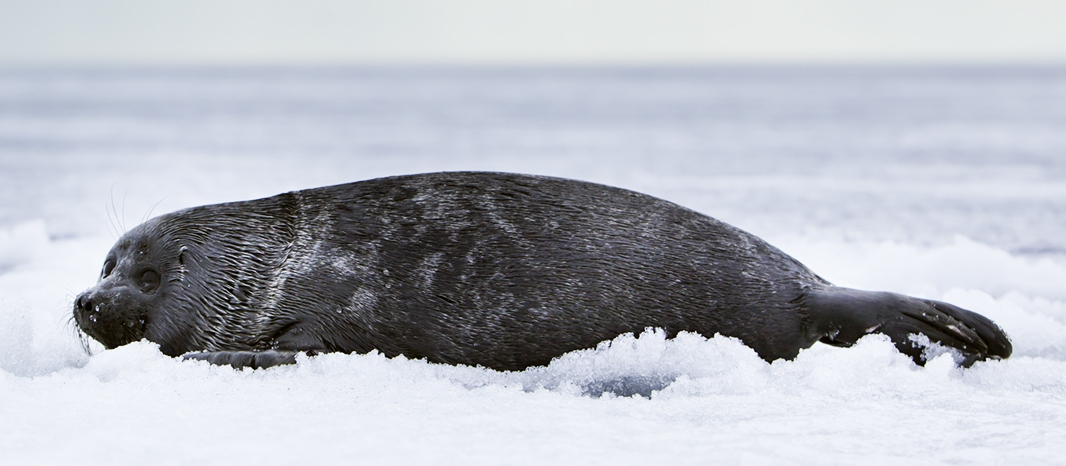
Foca del Bajkal

Il territorio russo, vista la sua vicinanza al circolo polare artico, è ricco di mammiferi marini tipici della zona dell'Artide e dei mari glaciali. Tra questi troviamo molte specie di focidi, come la foca comune, il tricheco, la foca della Groenlandia, la foca dagli anelli, il leone marino di Steller, il callorino dell'Alaska e la foca del Bajkal, un focide molto particolare essendo unico ed endemico del lago Bajkal, dal quale prende il nome. Non è ancora chiaro come abbia fatto a raggiungere il lago: un'ipotesi è che in passato esistesse una qualche via di comunicazione tra questo e l'Artico.

### Cetacei
Una parte importante della fauna marina della Russia è costituita dai cetacei. Diffusissime sono le balene o le balenottere, tra cui il capodoglio, la balena della Groenlandia, la balena franca nordpacifica, la megattera, la balenottera comune, la balenottera azzurra, la balenottera minore e la balenottera boreale. Tra gli altri cetacei, il beluga, il narvalo,il delfino comune, l'orca, il berardio boreale, il lissodelfino boreale e la focena comune.

### Mustelidi

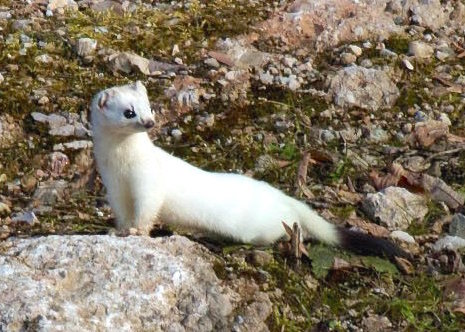
Ermellino
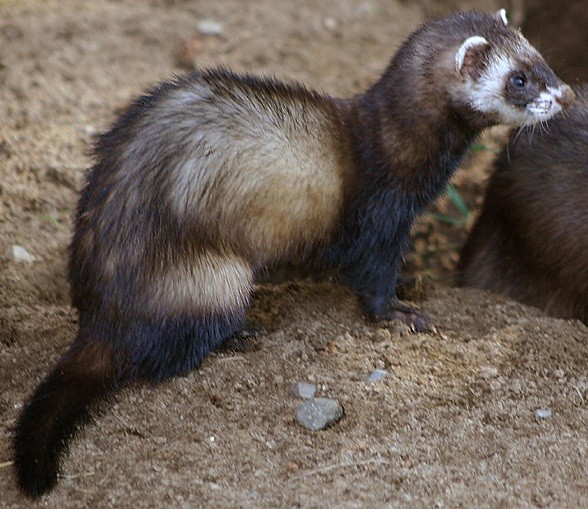
Puzzola europea
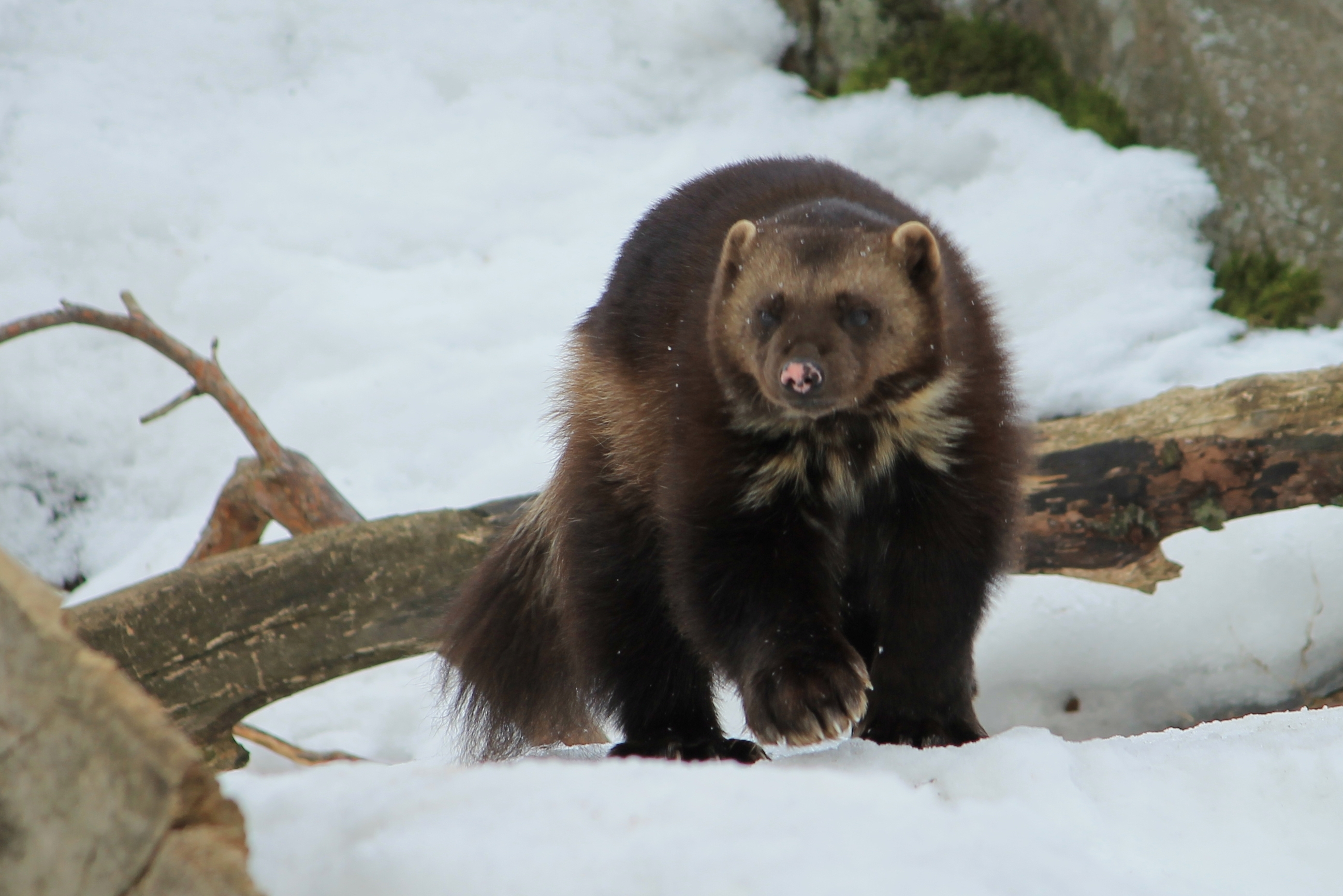
Ghiottone
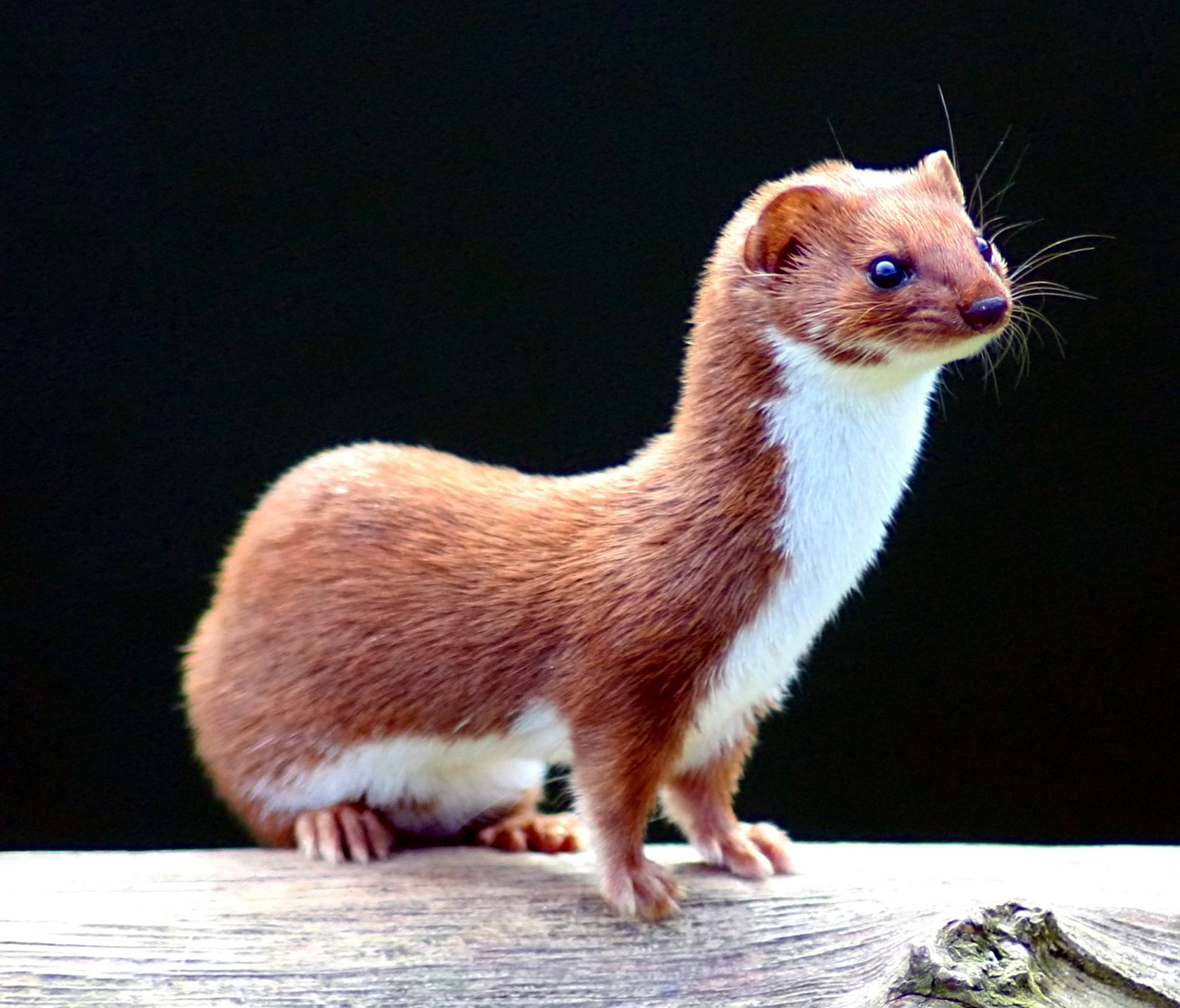
Donnola
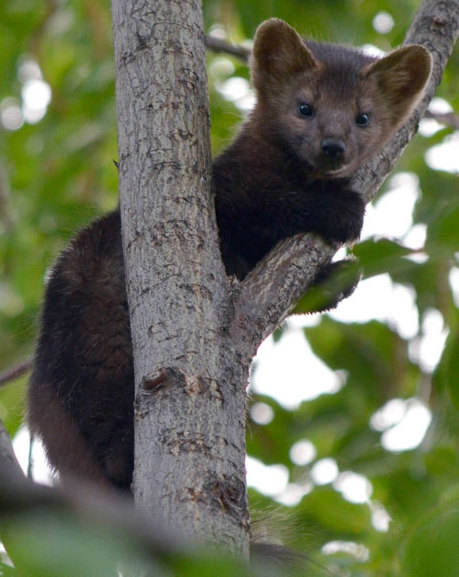
Zibellino
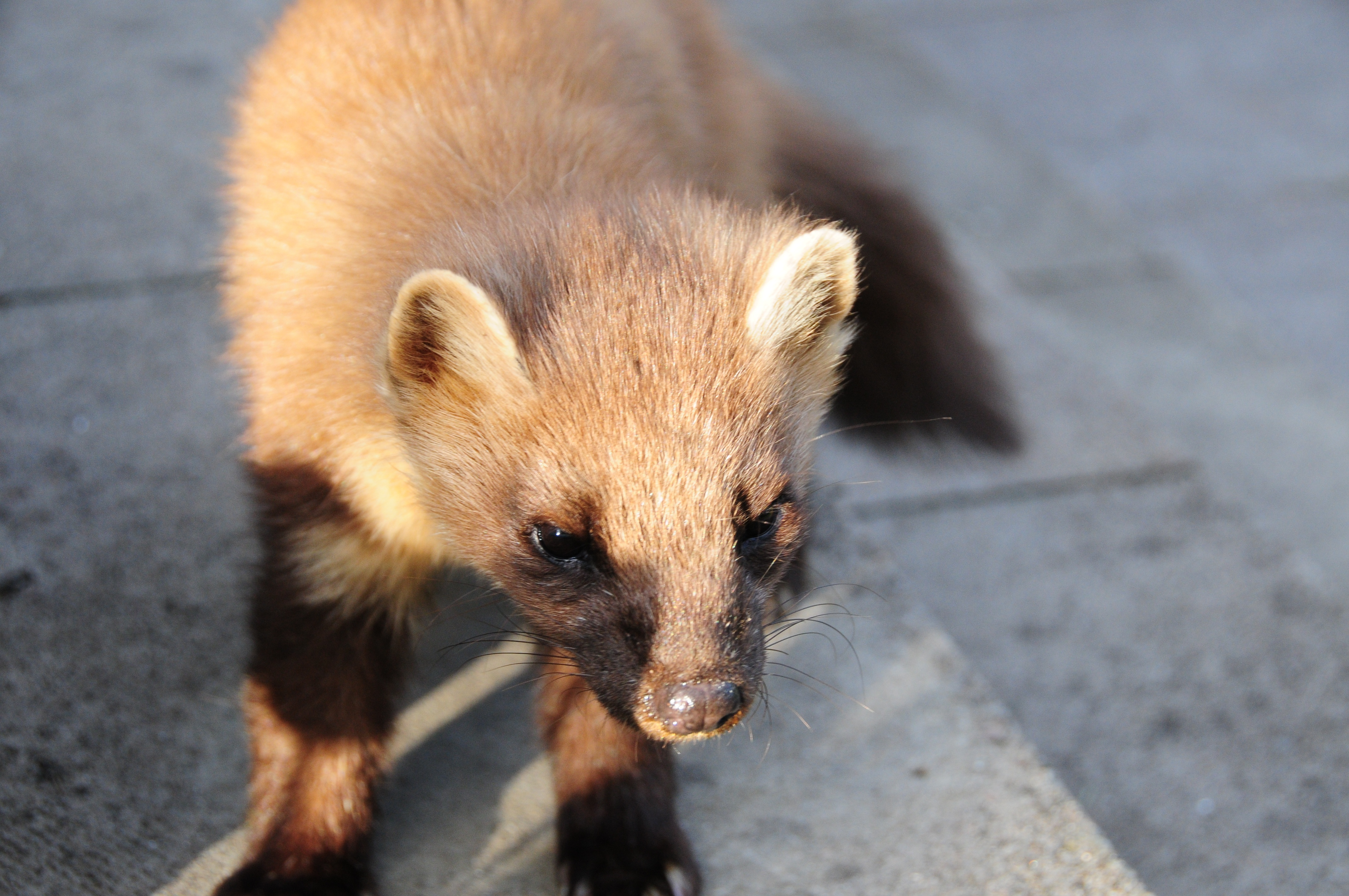
Martora
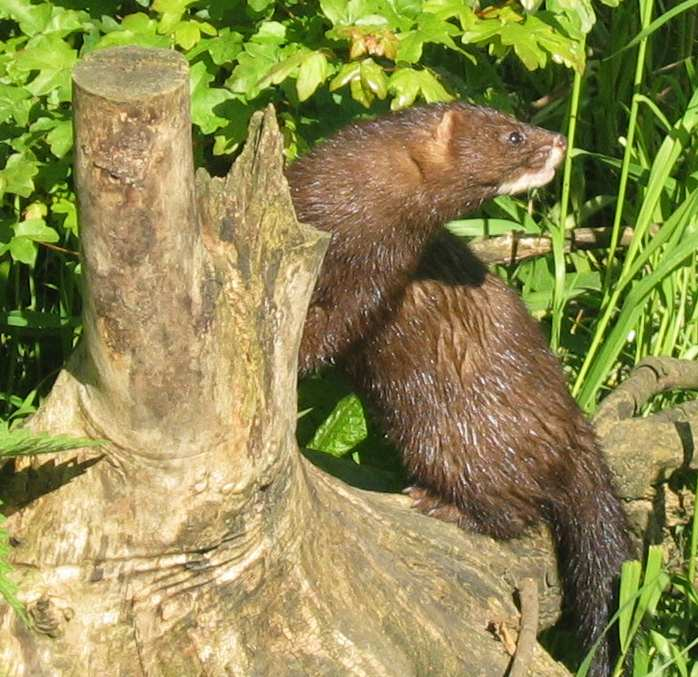
Visone europeo
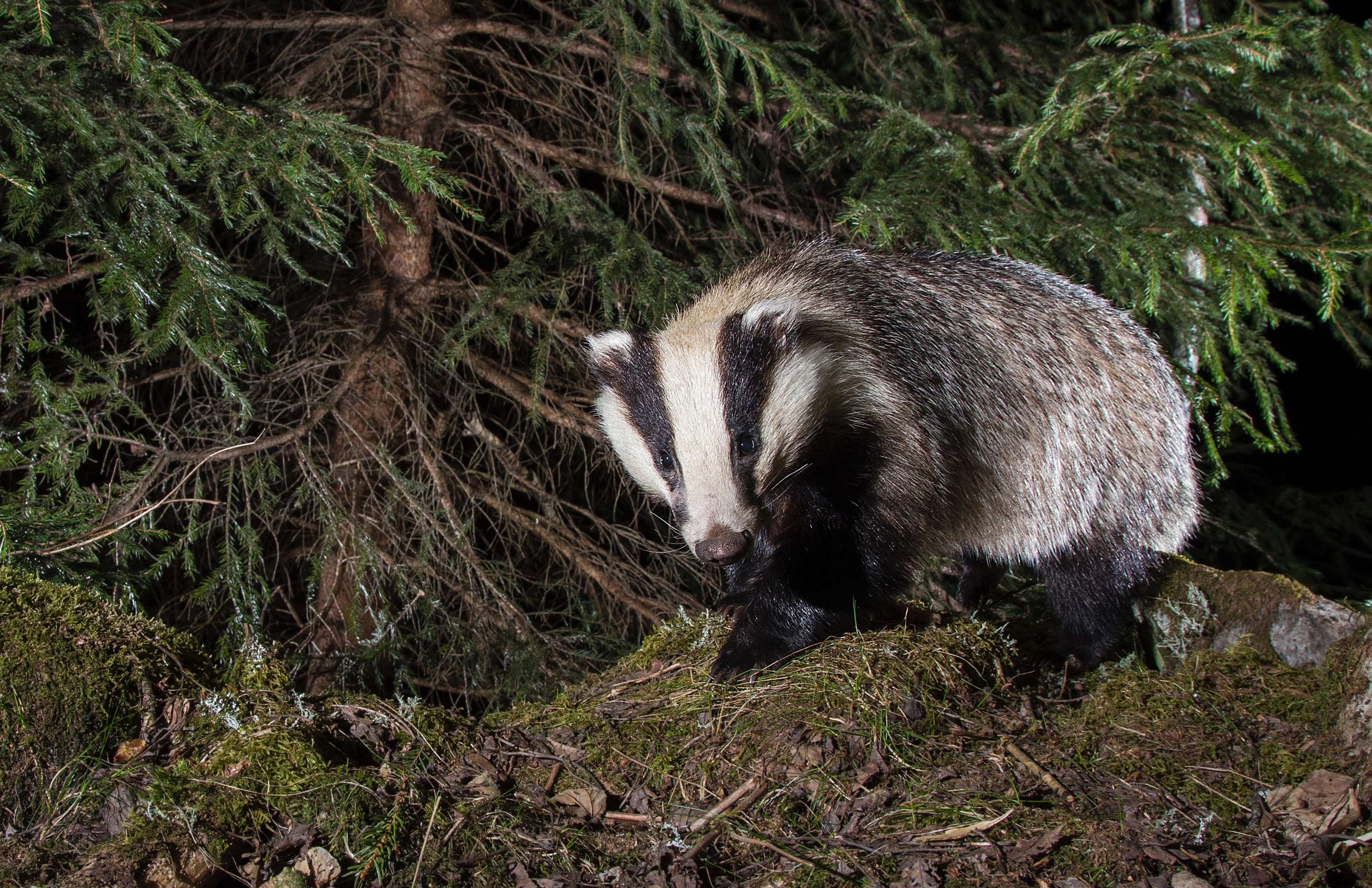
Tasso europeo
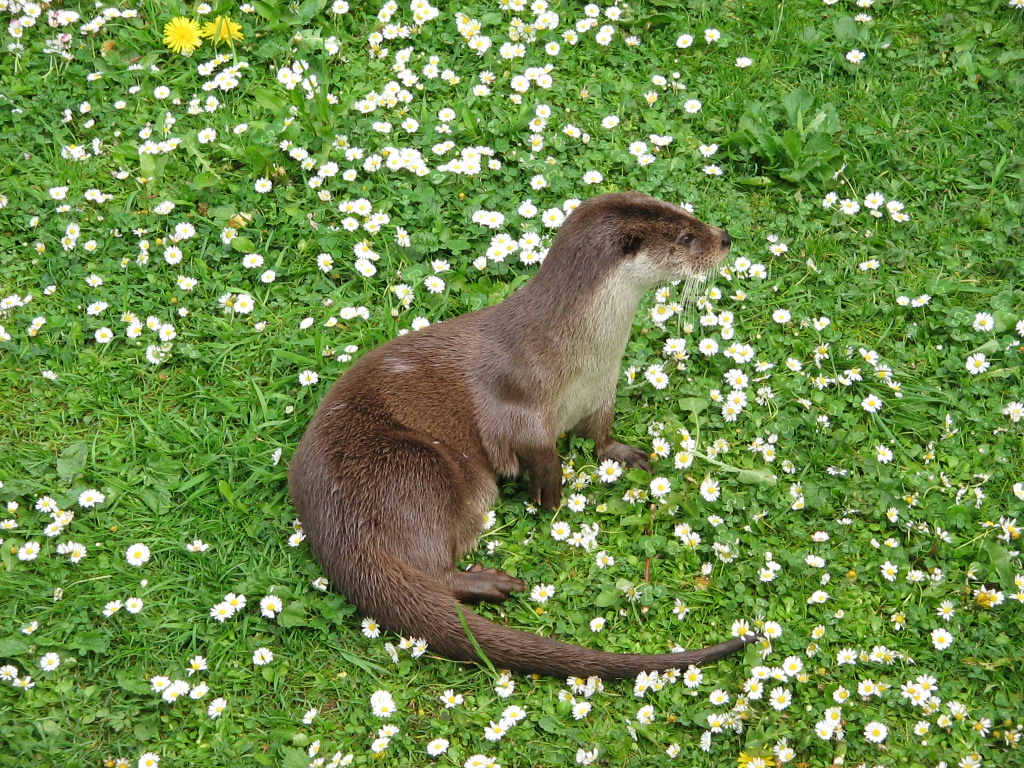
Lontra europea
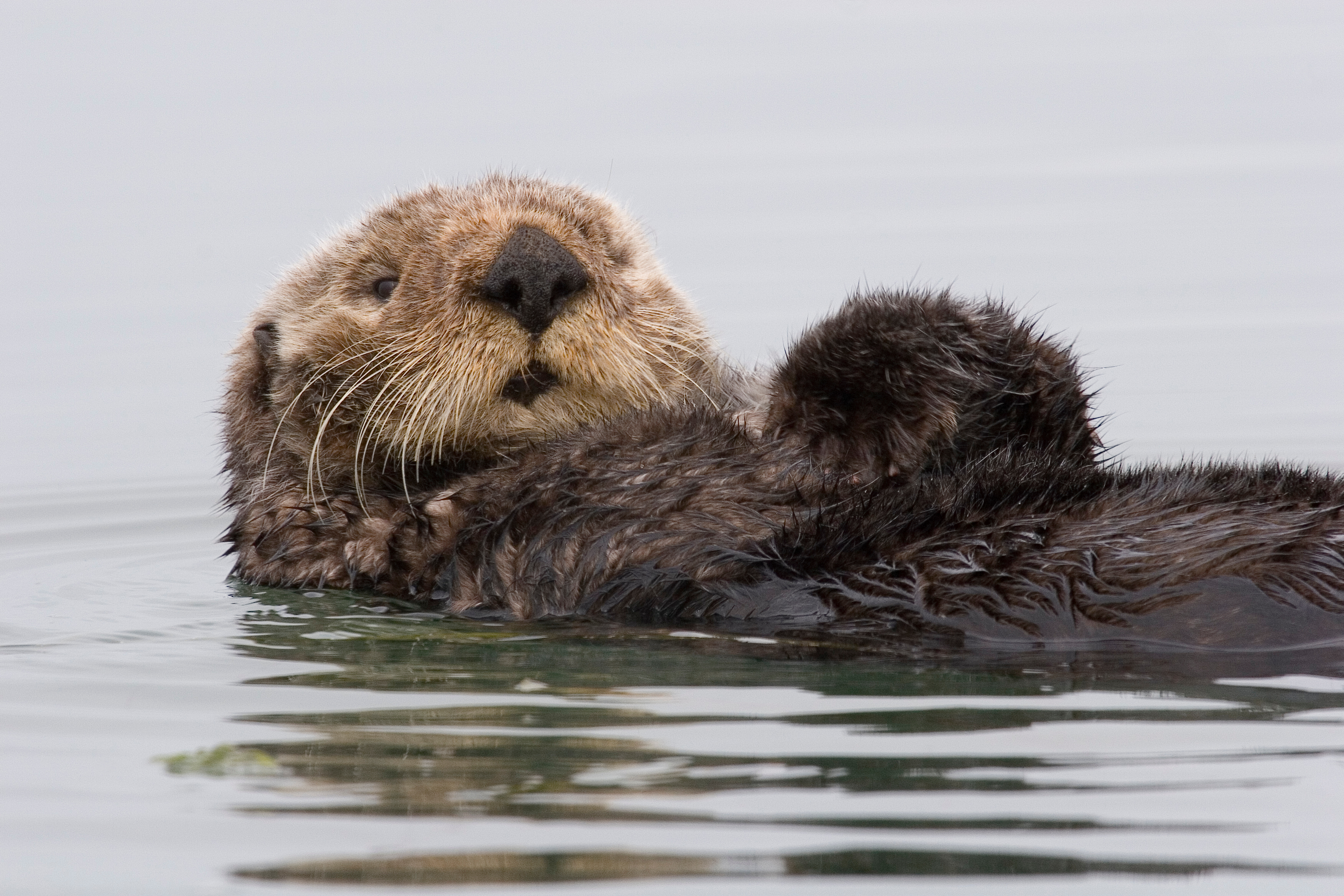
Lontra marina
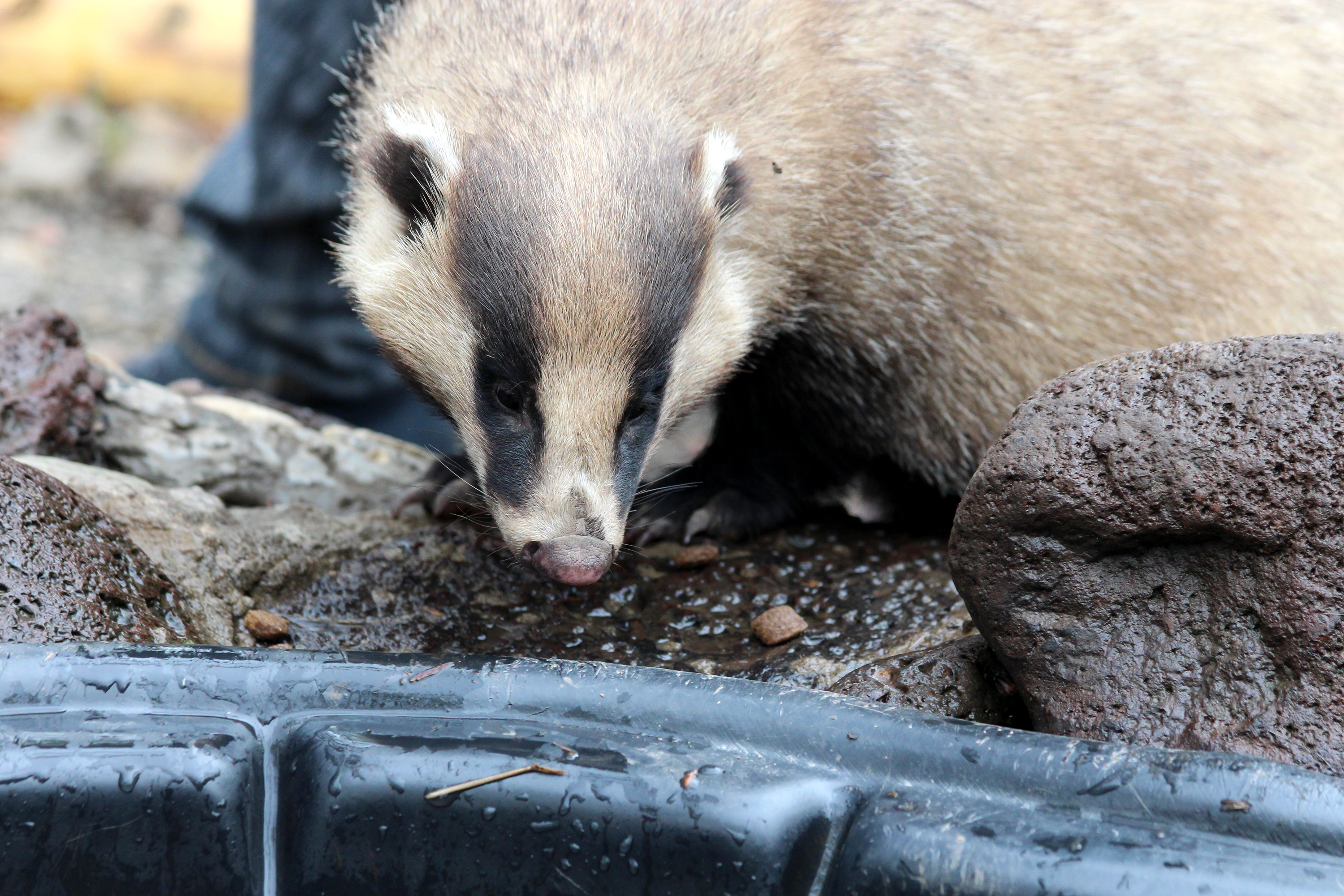
Tasso asiatico

Un'altra famiglia di mammiferi carnivori russi è quella dei mustelidi, presenti nei boschi di tutto l'emisfero boreale. Sono stati spesso allevati in cattività per l'industria delle pellicce. Tra i mustelidi russi, l'ermellino, la puzzola europea, il ghiottone, la donnola, lo zibellino, la martora, il visone, il tasso europeo, la lontra, la lontra marina e il tasso asiatico.

### Capre selvatiche, bisonti e antilopi

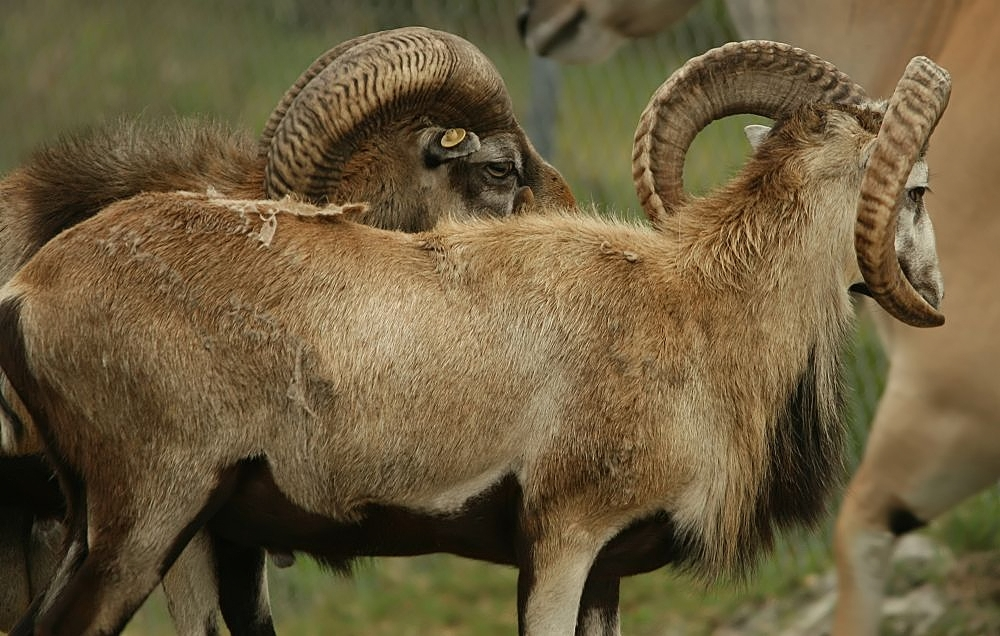
Argali
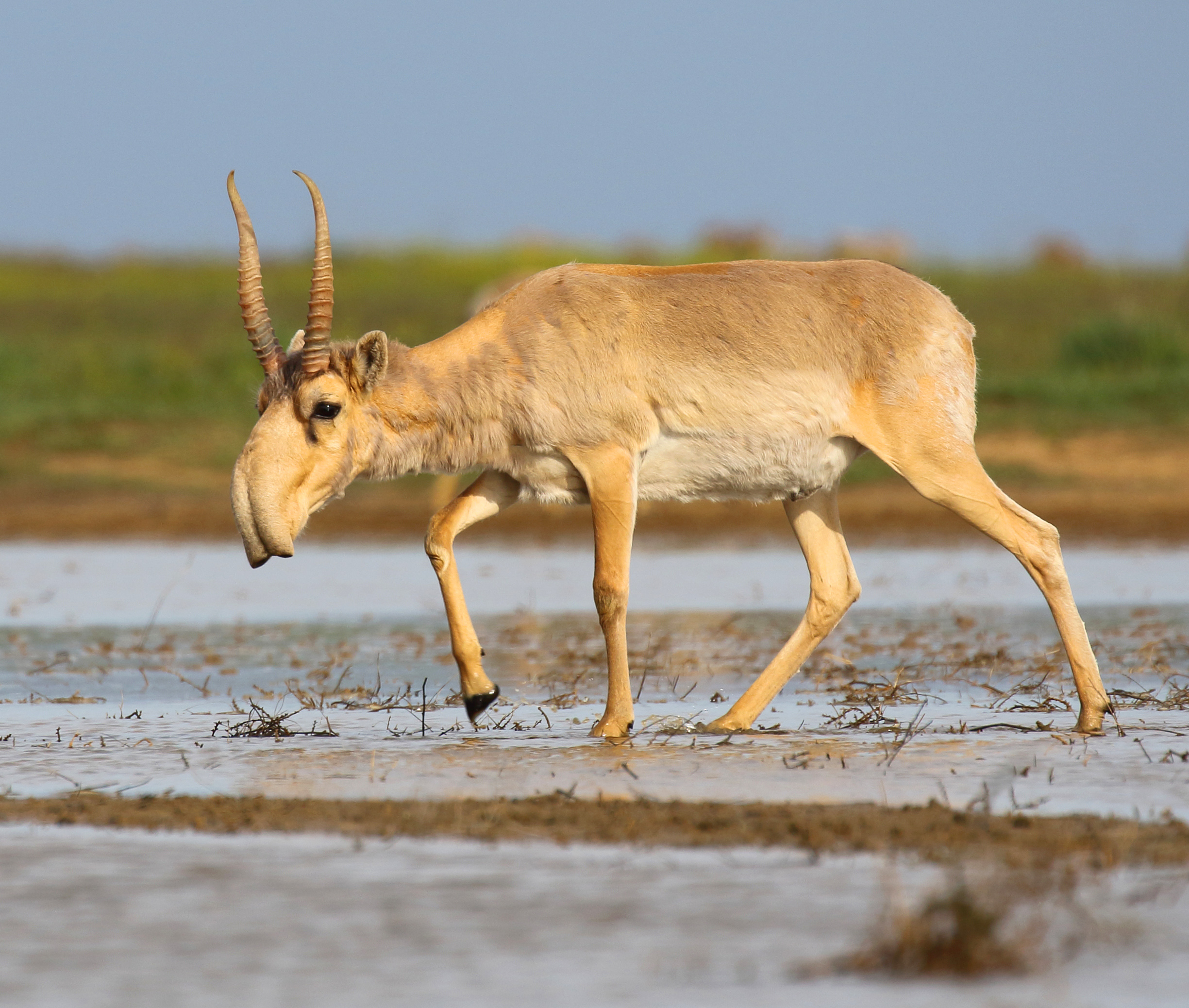
Saiga
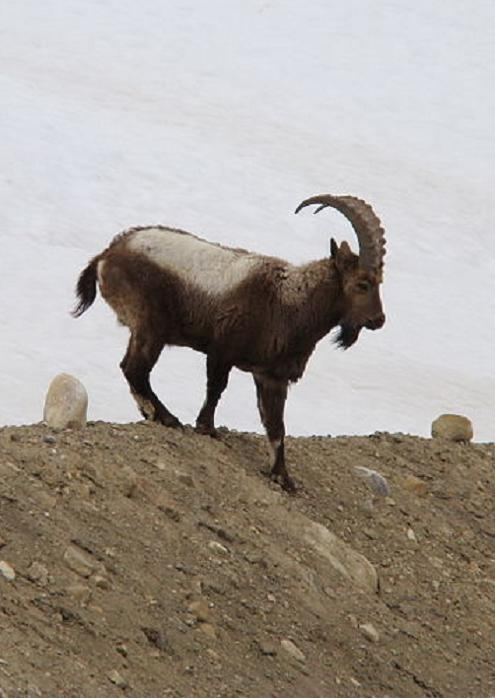
Stambecco siberiano
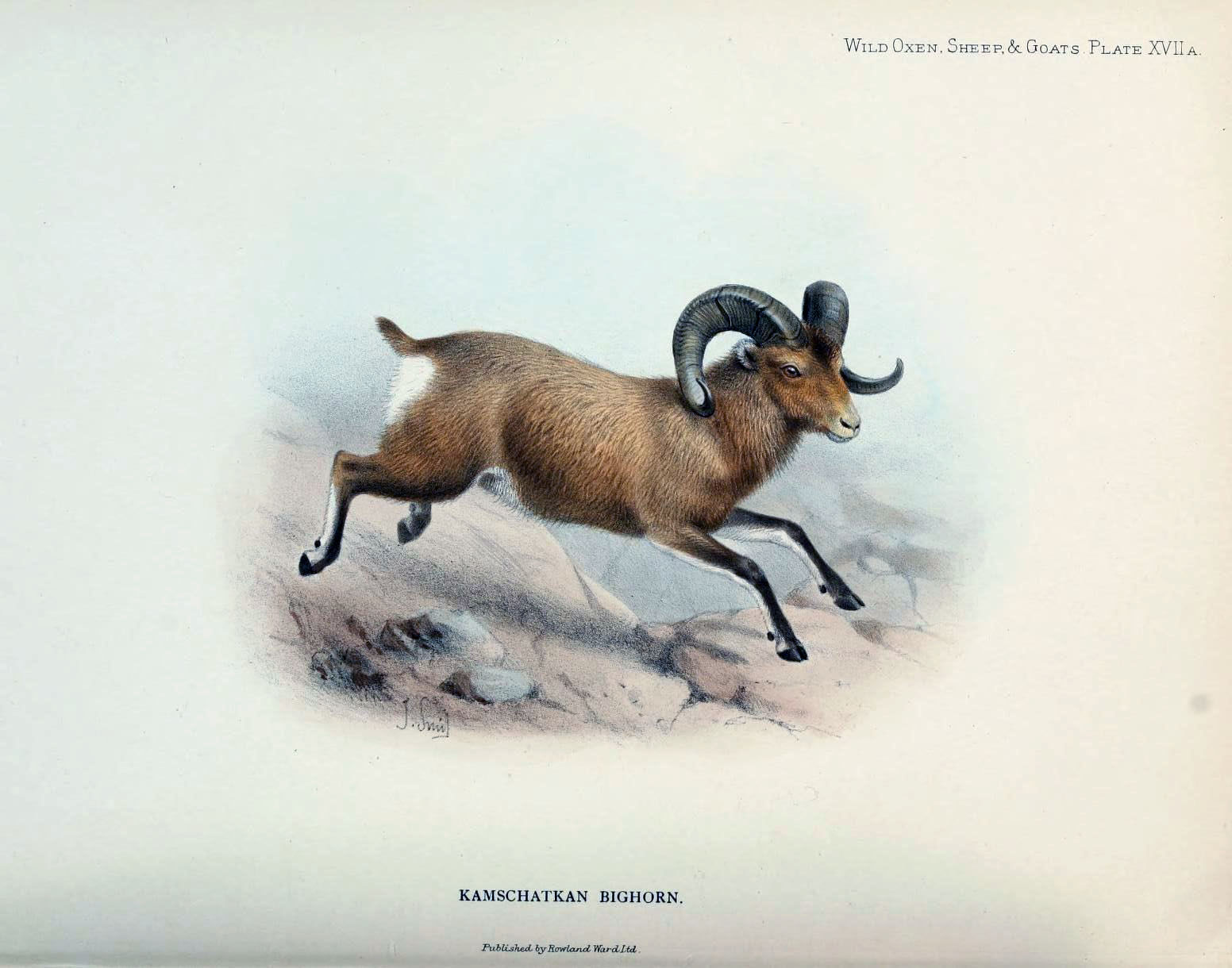
Pecora delle nevi
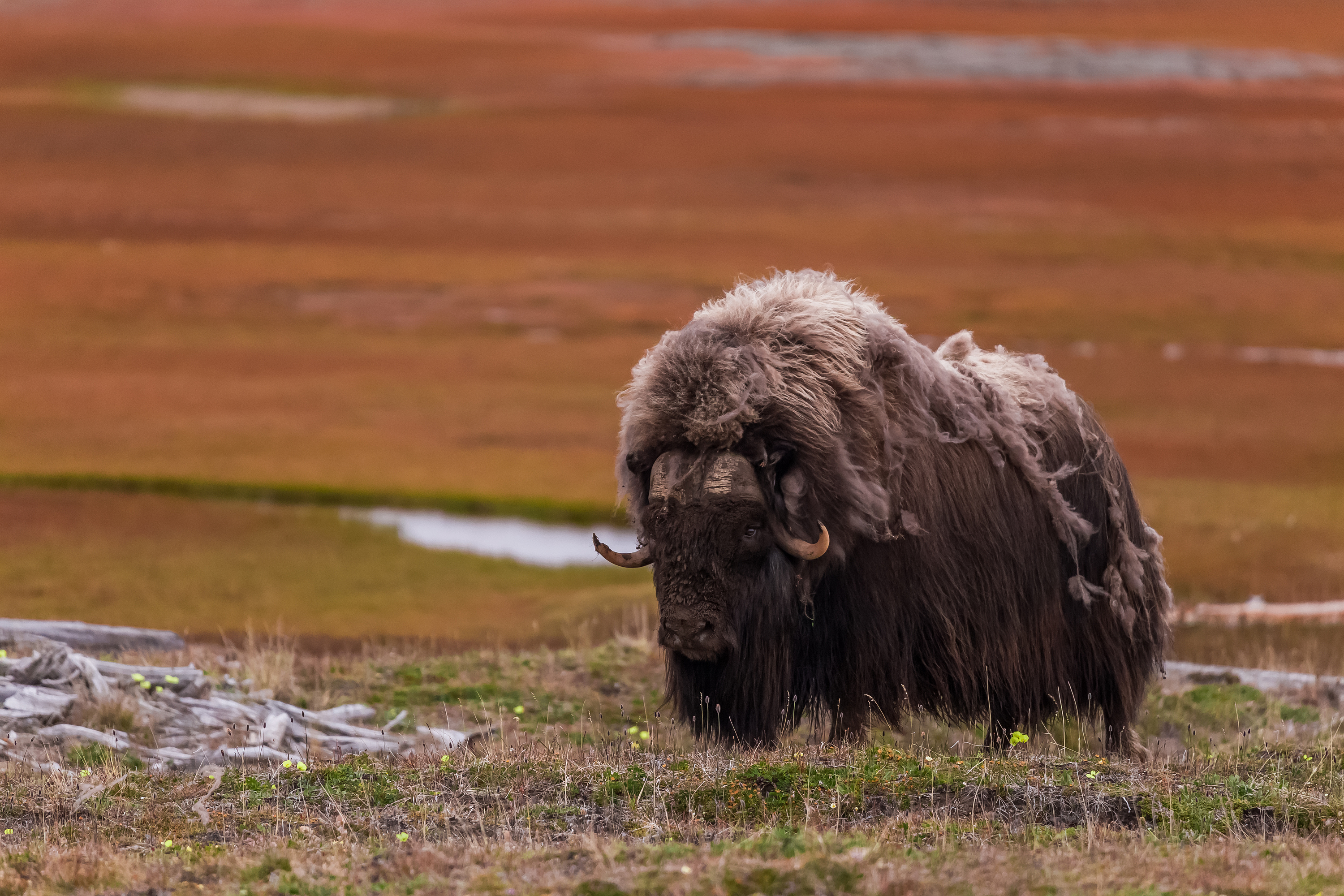
Bue muschiato
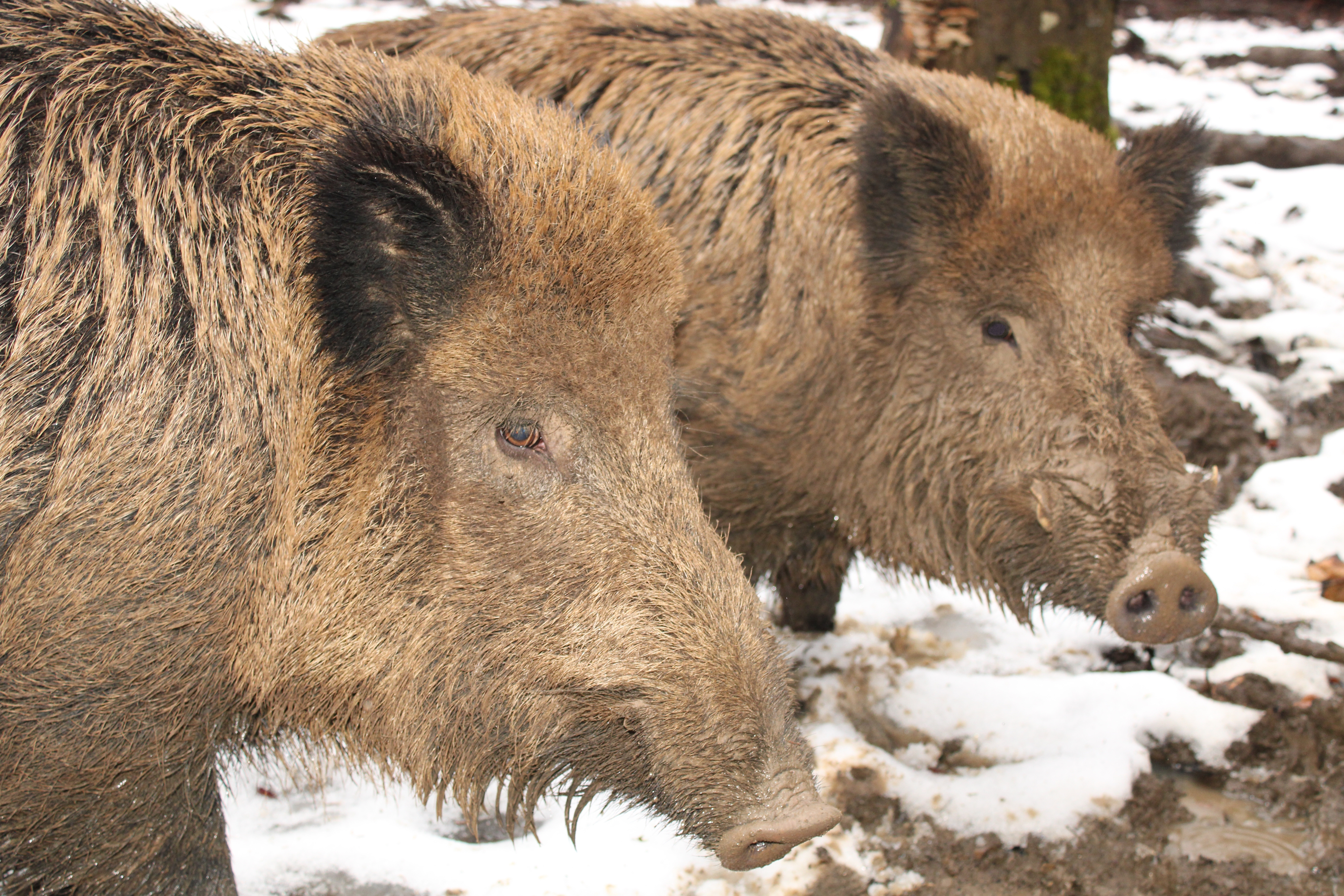
Cinghiale

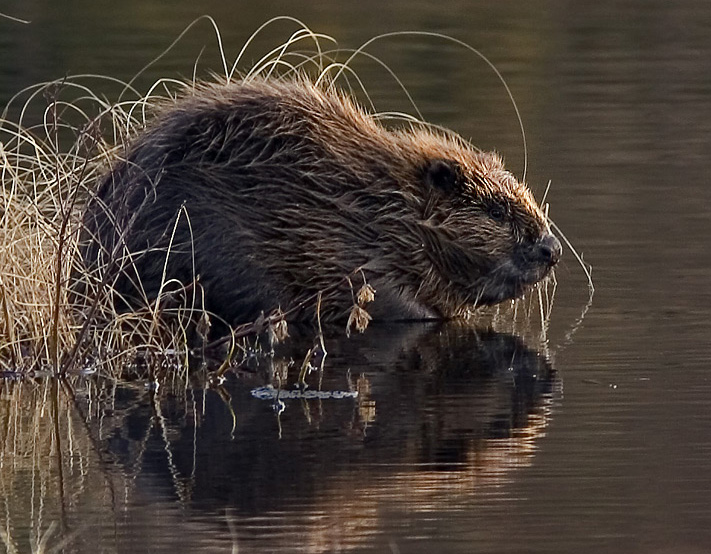
Castoro europeo

Il territorio della Russia è ricco di mammiferi, tra i quali, oltre a quelli già citati, si hanno alcune specie di capre selvatiche o piccole antilopi, come l'argali, la saiga, lo stambecco siberiano, la pecora delle nevi. È presente anche il bue muschiato. Sono inoltre diffusissimi i cinghiali. Sono presenti popolazioni di Bisonte europeo,e popolazioni di Bisonte americano oltre ad ibridi nella riserva della biosfera del Caucaso.

### Roditori
Tra i roditori russi si annoverano lo scoiattolo europeo, il pica della steppa, la tamia siberiana, il bobak, il lemming, lo scoiattolo volante siberiano e il castoro europeo.

## Uccelli

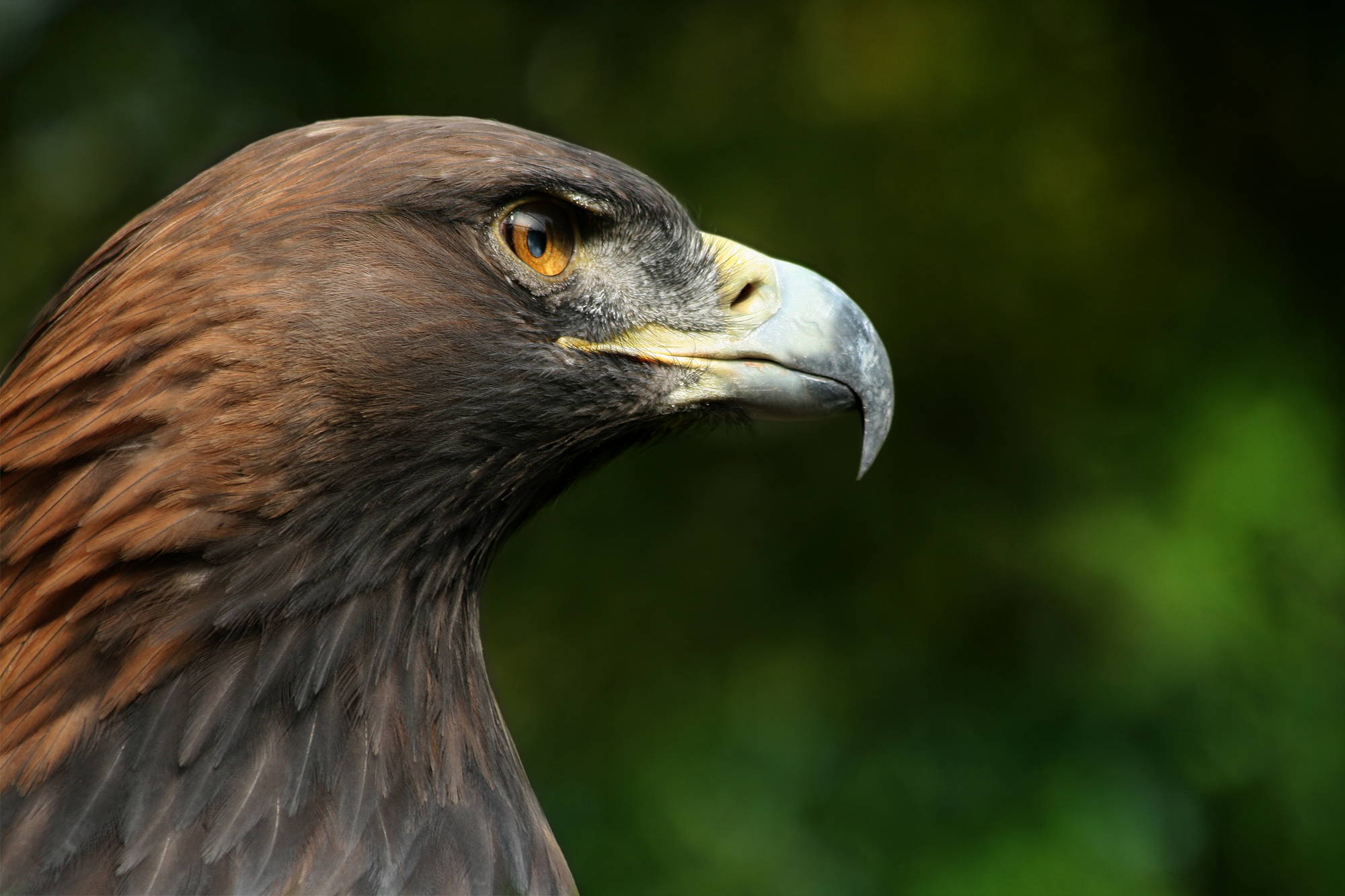
Un'aquila reale

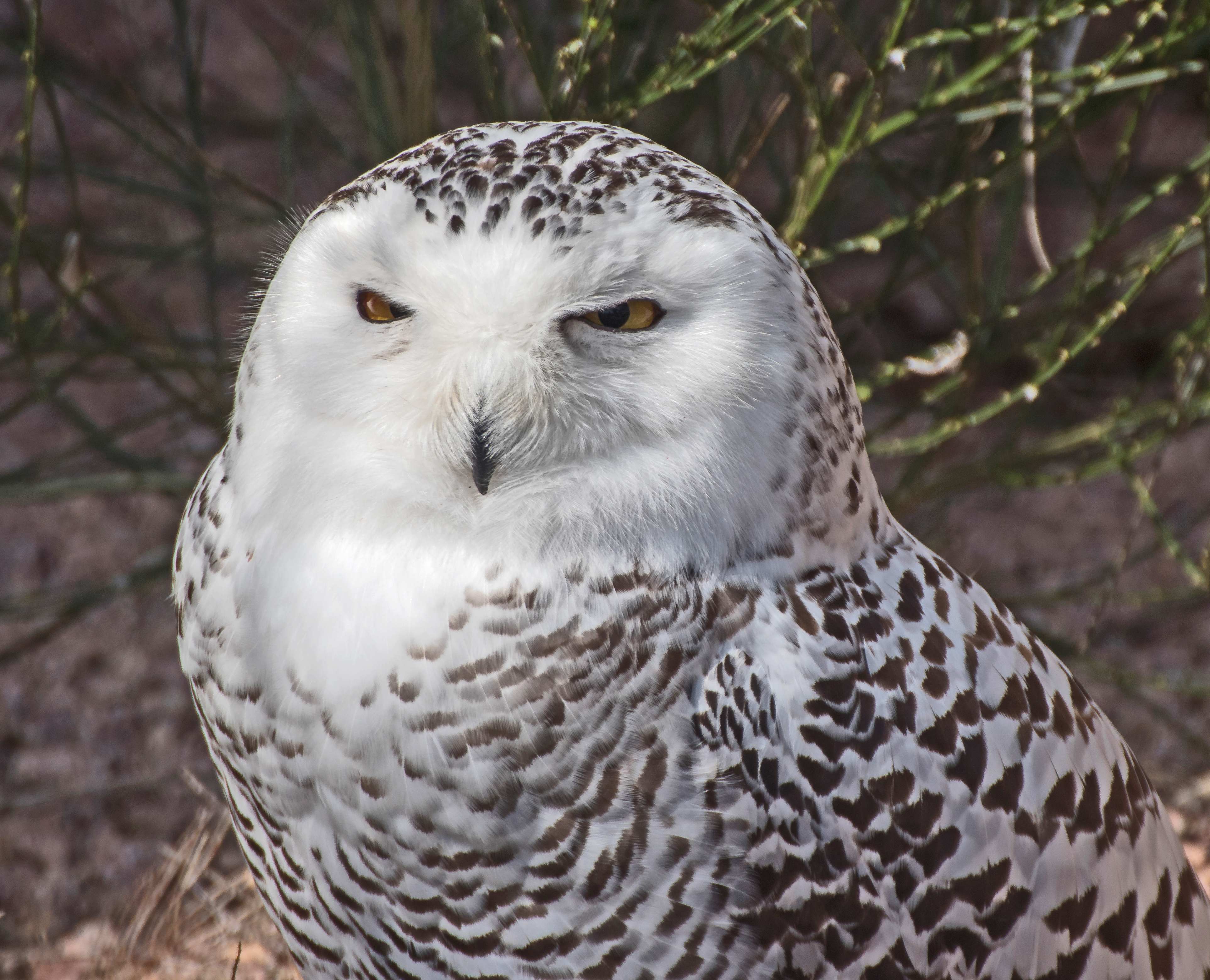
Un gufo delle nevi

La Russia ha una avifauna principalmente composta da uccelli rapaci, per quanto riguarda le zone boschive, e da uccelli acquatici, per quanto riguarda le zone artiche nella parte settentrionale. In Russia, nonostante le basse temperature, non è presente alcuna specie di pinguino, animale presente esclusivamente nell'emisfero australe.Tra gli uccelli troviamo lo svasso maggiore, il francolino di monte, il tetraone siberiano, il gallo cedrone, l'oca granaiola, il fagiano di monte, il cigno selvatico, l'oca delle nevi, l'oca canadese, la starna, la cutrettola bianca, l'anatra mandarina, la quaglia, la quaglia del Giappone, l'oca selvatica, il fagiano comune, la strolaga beccogiallo, la strolaga minore, la strolaga mezzana, l'oca collorosso, il germano reale, la ghiandaia, la ghiandaia siberiana, il corvo imperiale, l'alzavola del Bajkal, la berta grigia, la berta minore, la cicogna nera, la cicogna bianca, il mignattaio, la sgarza ciuffetto, l'airone guardabuoi, la gru della Manciuria, la rarissima gru bianca siberiana, la gru cenerina, l'airone rosso, l'airone bianco maggiore, l'allocco degli Urali, il gufo reale, il gufo delle nevi, la civetta nana, il falco pellegrino, il nibbio bruno, il pellicano comune, la damigella di numidia,il cormorano del Giappone, il cormorano comune, l'aquila reale, l'aquila di mare di Steller, il falco dell'Amur e il falco pescatore.

## Rettili e anfibi
Poche sono le specie di rettili presenti in Russia, viste le rigide temperature che non aiutano, bensì ostacolano la diffusione di questi. Ciononostante esiste qualche piccolo rettile che è riuscito ad adattarsi al rigido clima russo, come ad esempio la lucertola degli arbusti, la lucertola vivipara, la natrice dal collare e il marasso. Tra gli anfibi, è possibile incontrare il tritone punteggiato, gli inobidi (una vasta famiglia di salamandre), la salamandra centroasiatica, la rana alpina ( monti Urali), la rana ibrida dei fossi e la rana di Lessona (fino al Volga).

## Pesci
La Russia ha ben sette confini marittimi: il mare di Ochotsk, che la separa dal Giappone, il mare di Bering, che la separa dagli USA, ed è bagnata a nord-ovest dal Mar Baltico tramite il Golfo di Finlandia, a nord dal Mar Glaciale Artico, a est dall'Oceano Pacifico e a sud dal Mar Nero e dal Mar Caspio. Tra i pesci, si hanno lo squalo elefante (acqua salata), lo storione del Bajkal, lo storione ladano, lo storione di Sakhalin, il kaluga, lo storione russo, lo storione stellato, lo storione sterleto (tutti pesci sia di acqua salata che di acqua dolce), la bottatrice (acqua salata), il merluzzo del Pacifico, il pesce luna, la remora comune, lo spinarello, il regaleco, la carpa, la tinca, il gobione, il carassio dorato, l'alborella e il salmone.